# Sói xám
Sói xám hay chó sói xám, hay đơn giản là chó sói (Canis lupus) là một loài động vật có vú thuộc Bộ Ăn thịt có nguồn gốc từ lục địa Á-Âu và Bắc Mỹ. Sói xám là thành viên lớn nhất trong Họ Chó (Canidae) và cũng là loài sói nổi tiếng nhất. Hơn 30 phân loài đã được công nhận. Con đực nặng trung bình 40 kg và con cái 37 kg. Chúng có có chiều dài từ 105 đến 160 cm, và chiều cao vai từ 80 đến 85 cm. Như những phân tích bằng phương pháp xác định trình tự DNA và các nghiên cứu phiêu biến di truyền, chó sói xám có chung tổ tiên với chó nhà (Canis lupus familiaris). Sói xám là thành viên chuyên biệt thứ hai của chi Canis, sau loài sói Ethiopia, được thể hiện bằng cách thích nghi hình thái của chúng để săn những con mồi lớn, tính chất sinh lý cao hơn, và hành vi biểu đạt phức tạp của chúng.
Tuy nhiên, chúng có quan hệ gần gũi với các loài Canis nhỏ hơn, chẳng hạn như chó sói phương Đông, sói đồng cỏ, và chó rừng lông vàng, để tạo ra các giống lai màu mỡ. Chúng là loài duy nhất của chi Canis có một phạm vi bao gồm cả thế giới cũ và mới, và có nguồn gốc từ Á-Âu trong thời kỳ Pleistocen, thuộc địa Bắc Mỹ vào ít nhất ba dịp riêng biệt trong vùng Rancholabrean. Chúng là một loài động vật xã hội sống theo đàn, đi săn và di cư trong các gia đình hạt nhân bao gồm một cặp giao phối đứng đầu (sói cha và sói mẹ), cùng với những đứa con trưởng thành và anh em ruột thịt của chúng. Sói xám thường là một loài động vật ăn thịt đầu bảng trong phạm vi sinh sống của mình, chỉ có con người và hổ mới có thể gây ra mối đe dọa nghiêm trọng cho chúng. Chúng chủ yếu săn những động vật móng guốc cỡ lớn, mặc dù chúng cũng ăn động vật nhỏ hơn như vật nuôi, và thậm chí còn ăn tạp (cà rốt, quả mộng, rác, v.v...).
Sói xám là một trong những loài động vật được biết đến nhiều nhất và được nghiên cứu nhiều nhất trên thế giới, với nhiều cuốn sách được viết về chúng hơn bất kỳ loài động vật hoang dã nào khác. Chúng có một lịch sử lâu dài về sự liên kết với con người, bị coi thường và bị săn đuổi trong hầu hết các cộng đồng loài người vì các cuộc tấn công của chúng vào gia súc, trong khi ngược lại được tôn trọng trong một số xã hội nông dân và hái lượm. Mặc dù nỗi sợ hãi của sói là phổ biến trong xã hội loài người, phần lớn các cuộc tấn công người đã được ghi lại và quy cho các loài sói bị bệnh dại. Những con sói không dại đã từng được biết là tấn công và giết người, chủ yếu là trẻ em, nhưng điều này rất là hiếm, vì sói rất khó phát hiện trong tự nhiên do chúng chủ động tránh xa con người, và chúng đã phát triển một nỗi sợ hãi con người khi đã nhiều lần bị săn lùng bởi thợ săn và người chăn cừu.

## Phân bố và bảo tồn
Sói xám đã từng là một trong những loài động vật có vú được phân bố rộng rãi nhất trên thế giới, sống ở khắp bắc bán cầu từ Bắc Cực, trải dài khắp phần lớn khu vực Bắc Mỹ và đại lục Á-Âu, đến vĩ độ 15 ° B ở Bắc Mỹ và 12 ° B ở Ấn Độ. Tuy nhiên, sự đàn áp có chủ ý của con người đã làm giảm phạm vi của loài xuống còn khoảng một phần ba, vì chúng đã tấn công và ăn thịt gia súc quá nhiều và nỗi lo sợ về các cuộc tấn công trực tiếp vào con người. Ngày nay sói xám chỉ sinh sống ở một số khu vực hạn chế trên lãnh địa sinh sống trước đây của chúng. Loài này hiện đã tuyệt chủng ở phần lớn Tây Âu, ở Mexico và phần lớn Hoa Kỳ. Trong thời hiện đại, sói xám chủ yếu chỉ còn sinh sống ở vùng hoang dã phân tán và các vườn quốc gia, đặc biệt là ở Canada, Alaska và miền bắc Hoa Kỳ, châu Âu và châu Á từ khoảng 75 ° B đến 12 ° B. Sự suy giảm số lượng sói đã được kìm hãm từ những năm 1970, nhờ nỗ lực bảo tồn, những thay đổi về sử dụng đất và dân số nông thôn chuyển sang các thành phố để tránh gây xung đột với chúng. Tuy nhiên hiện nay chúng vẫn bị săn bắt ở nhiều khu vực trên thế giới như một môn thể thao hay nhằm loại bỏ nguy cơ đe dọa cho đàn gia súc. Ở một số khu vực nhất định, sói xám được liệt vào loài nguy cấp hay loài sắp bị đe dọa dù nhìn tổng thể thì chúng vẫn là loài ít quan tâm theo Hiệp hội Bảo tồn Thiên nhiên và Tài nguyên thiên nhiên thế giới.

### Châu Âu

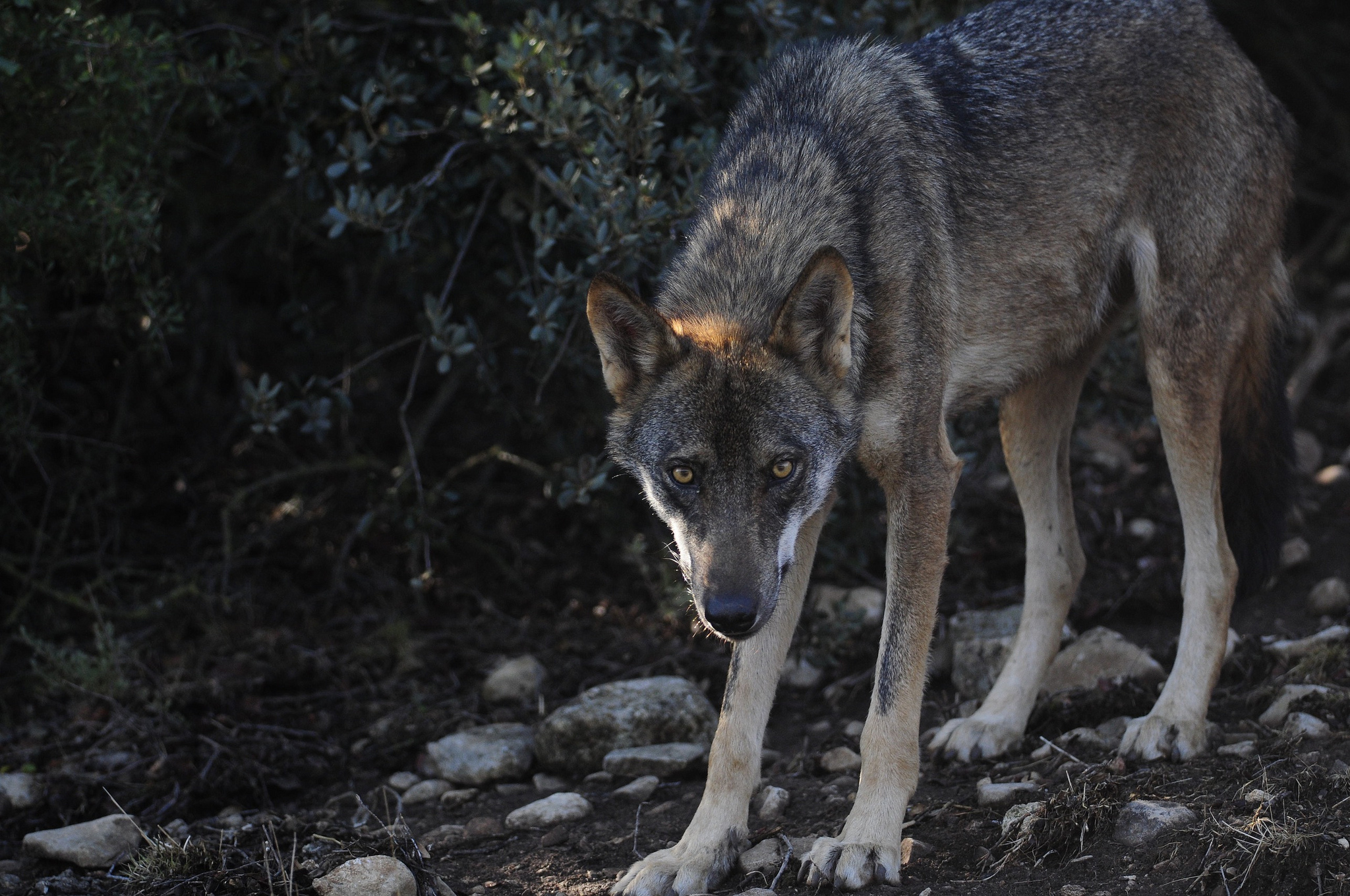
Chó sói bán đảo Tây Bồ, trong văn hóa châu Âu, sói xám được mệnh danh là "Bóng ma xám"

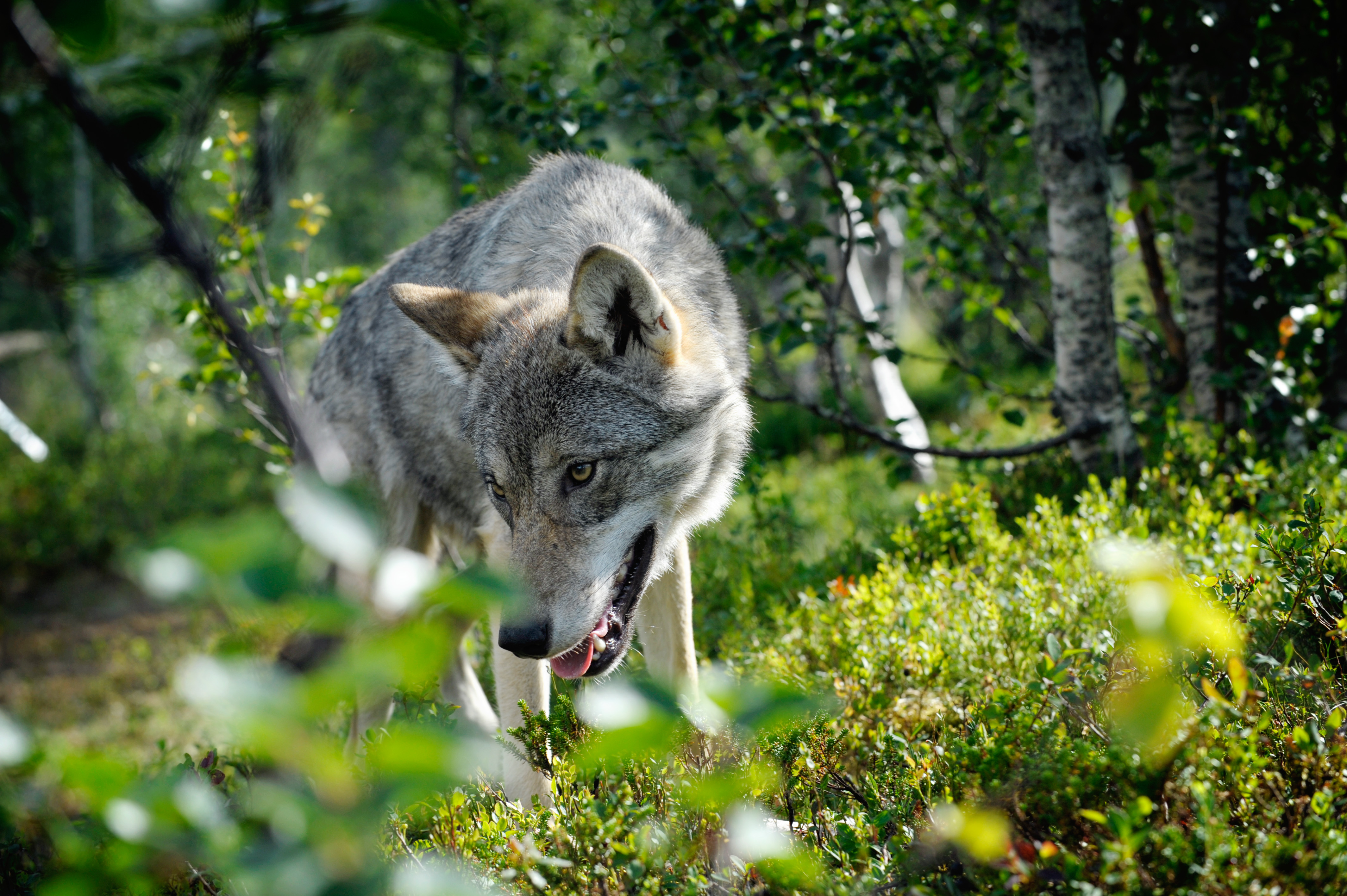
Sói xám Công viên Polar, Na Uy.

Sự phục hồi của quần thể chó sói ở châu Âu bắt đầu sau những năm 1950, khi nền kinh tế mục vụ và nông thôn truyền thống đã bị bãi bỏ và do đó loại bỏ nguy cơ xung đột giữa nông dân và những con sói. Vào những năm 1980, quần thể sói nhỏ và bị cô lập đã được mở rộng sau sự suy giảm mật độ con người ở các vùng nông thôn và sự phục hồi của những con mồi hoang dã.
Sói xám đã được bảo vệ hoàn toàn ở Ý từ năm 1976, và hiện nay có số lượng hơn 1.269-1.800. Những con sói Ý bước vào Vườn quốc gia Mercantour của Pháp vào năm 1993, và ít nhất năm mươi con sói đã được phát hiện ở dãy Alps phía tây vào năm 2000. Đến năm 2013, 250 con sói ở dãy Alps phía Tây đã gây ra gánh nặng đáng kể cho chăn nuôi cừu và dê truyền thống. vào năm 2012. Có khoảng 2.000 con sói sinh sống ở bán đảo Iberia, trong đó có 150 con ở đông bắc Bồ Đào Nha. Ở Tây Ban Nha, loài này xuất hiện ở Galicia, Leon và Asturias. Mặc dù hàng trăm con sói Iberia bị giết bất hợp pháp hàng năm, số lượng của chúng đã mở rộng về phía nam qua sông Duero và phía đông đến dãy núi Asturias và Pyrenees.
Vào năm 1978, quần thể sói bắt đầu phục hồi ở trung tâm Thụy Điển sau 12 năm vắng mặt, và từ đó đã mở rộng sang miền nam Na Uy. Tính đến năm 2005, tổng số sói ở Thụy Điển và Na Uy ước tính có ít nhất 100 con, bao gồm mười một cặp giống. Chó sói được bảo vệ hoàn toàn ở Thụy Điển và được kiểm soát một phần ở Na Uy. Quần thể chó sói Scandinavia tiếp tục tồn tại ở 1 nước Bắc Âu khác là Phần Lan với Cộng hòa Kareliya của Nga, nơi có một số lượng lớn cá thể. Sói ở Phần Lan chỉ được bảo vệ ở miền nam của đất nước, và có thể bị săn ở các khu vực khác trong mùa cụ thể, mặc dù nạn săn trộm vẫn còn phổ biến, với 90% số sói bị giết là để lấy thịt, và số lượng những con sói bị giết vượt quá số lượng mà giấy phép săn bắn cho phép ở một số khu vực. Hơn nữa, sự suy giảm quần thể nai đã làm giảm nguồn cung cấp thức ăn cho chó sói. Kể từ năm 2011, Hà Lan, Bỉ và Đan Mạch cũng đã báo cáo việc nhìn thấy chó sói có lẽ là do di cư tự nhiên từ các nước lân cận. Vào năm 2016, một con sói cái được theo dõi đã di chuyển 550 km từ một vùng phía tây nam Berlin để định cư ở Jutland, Đan Mạch, nơi những con sói đực được báo cáo xuất hiện lần đầu tiên vào năm 2012 trong 200 năm. Chó sói cũng đã bắt đầu sinh sản ở vùng Waldviertel của Hạ Áo lần đầu tiên trong hơn 130 năm.
Quần thể sói ở Ba Lan đã tăng lên khoảng 800–900 cá thể kể từ khi được phân loại là loài cần được bảo vệ vào năm 1976. Ba Lan đóng một vai trò cơ bản trong việc cung cấp các số lượng sói mở rộng sang các nước láng giềng Trung Âu. Ở phía đông, phạm vi của nó trùng lặp với các quần thể ở Litva, Belarus, Ukraina và Slovakia. Một quần thể ở miền tây Ba Lan mở rộng sang miền đông nước Đức và vào năm 2000, những chú sói con đầu tiên được sinh ra trên lãnh thổ Đức. Năm 2012, ước tính có 14 đàn sói đã sống ở Đức (chủ yếu là ở phía đông và phía bắc) và một đàn với sói con đã được nhìn thấy trong vòng 15 dặm của Berlin; số lượng tăng lên đến 46 đàn vào năm 2016. Sói xám được bảo vệ ở Slovakia, mặc dù một ngoại lệ được thực hiện cho những con sói đã giết chết gia súc. Một vài con sói Slovakia đã phân tán vào lãnh thổ Cộng hòa Séc, nơi chúng được bảo vệ hoàn toàn. Những con sói ở Slovakia, Ukraine và Croatia có thể phân tán sang Hungary. Mặc dù chó sói cũng được bảo vệ ở Hungary, nhưng chúng có thể bị săn đuổi bằng giấy phép quanh năm bởi chính quyền nếu chúng gây ra những vấn đề an toàn.
Romania có một số lượng lớn cá thể sói, khoảng 2.500 cá thể. Sói đã là một con vật được bảo vệ ở Romania từ năm 1996, mặc dù luật pháp không được thi hành. Số lượng sói ở Albania và Macedonia phần lớn là không rõ, mặc dù tầm quan trọng của hai quốc gia này trong việc liên kết quần thể sói từ Hy Lạp với 2 nước khác là Bosnia và Herzegovina và Croatia là rất lớn. Mặc dù được bảo vệ, đôi khi sói vẫn bị giết bất hợp pháp ở Hy Lạp, và tương lai của chúng không chắc chắn. Số lượng sói đã giảm ở Bosnia và Herzegovina từ năm 1986, trong khi loài này được bảo vệ hoàn toàn ở các nước láng giềng Croatia và Slovenia.

### Châu Á

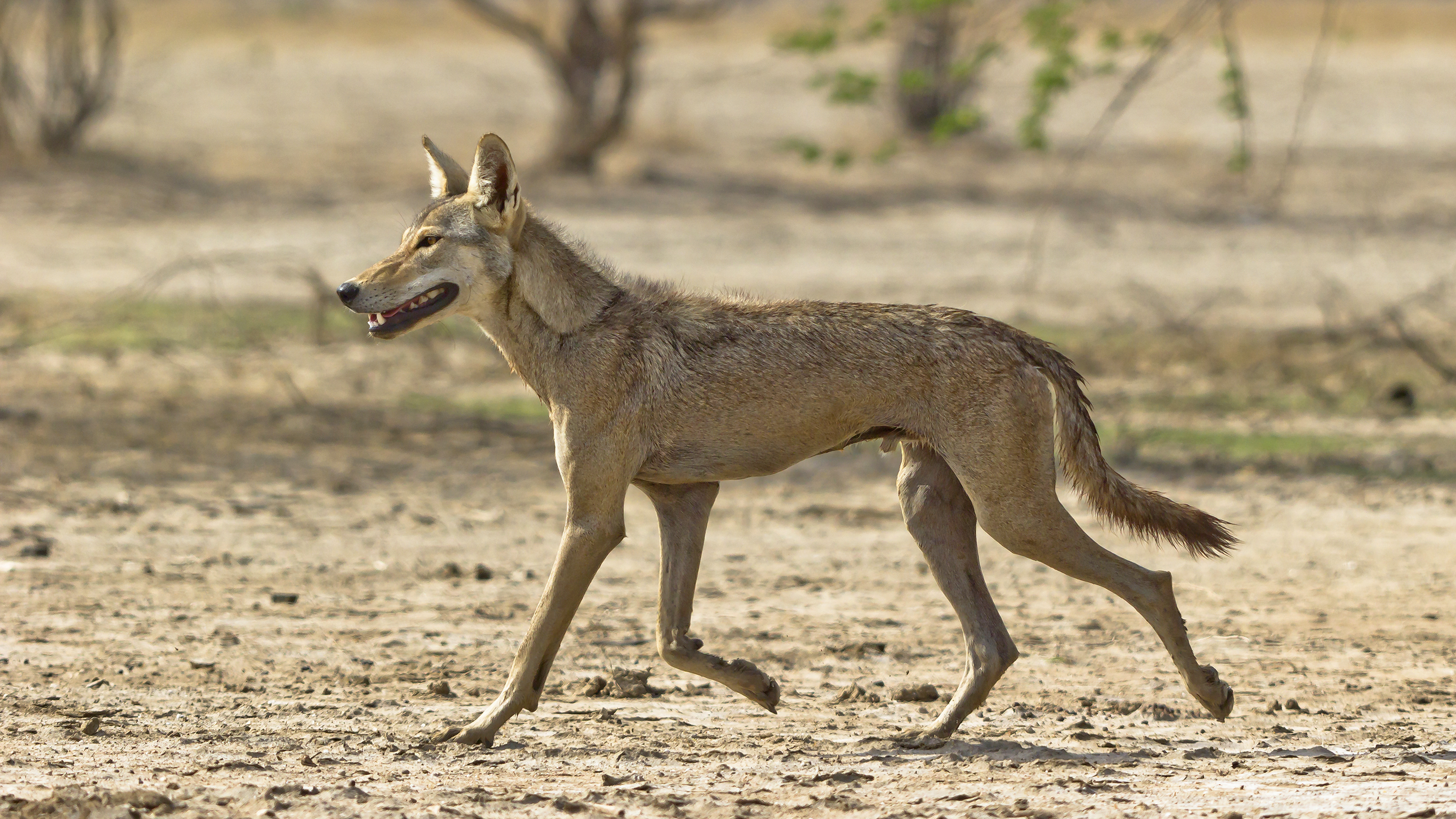
Một con sói ở Ấn Độ

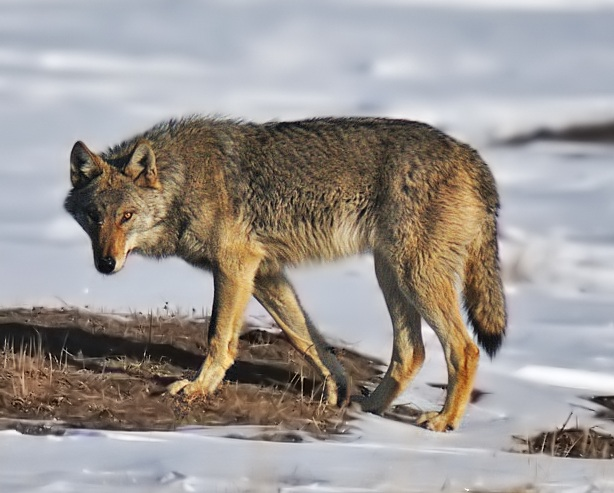
Sói xám ở Ardahan, Thổ Nhĩ Kỳ.

Có rất ít dữ liệu đáng tin cậy về tình trạng của sói ở Trung Đông, chủ yếu sống ở Israel và Ả Rập Saudi, mặc dù con số thực sự của chúng dường như ổn định, và có khả năng vẫn như vậy cho đến nay. Chính sách bảo tồn của Israel và thực thi pháp luật hiệu quả trong việc duy trì một quần thể sói ở lượng vừa phải, phát tán sang các nước láng giềng, trong khi Ả Rập Xê-út có những vùng sa mạc rộng lớn, nơi có khoảng 300–600 con sói sống không bị xáo trộn. Sói vãn đang tồn tại trong hầu hết phạm vi lịch sử của nó ở Ả Rập Xê Út, có lẽ là do thiếu chủ nghĩa mục vụ và chất thải của con người. Thổ Nhĩ Kỳ có thể đóng một vai trò quan trọng trong việc duy trì số lượng sói trong khu vực, vì sự tiếp giáp của nó với Trung Á. Những ngọn núi của Thổ Nhĩ Kỳ đóng vai trò như một nơi trú ẩn cho vài con sói còn lại ở Syria. Một quần thể sói nhỏ sinh sống ở cao nguyên Golan, và được bảo vệ tốt bởi các hoạt động bảo tồn ở đó. Những con sói sống ở hoang mạc Negev phía nam tiếp giáp với những quần thể sống trên bán đảo Sinai của Ai Cập và Jordan. Ở Trung Đông, loài này chỉ được bảo vệ nghiêm ngặt ở Israel. Ở những nơi khác, nó có thể bị săn lùng quanh năm bởi các bộ lạc du mục.
Ít người biết đến quần thể chó sói hiện tại ở Iran, vốn từng xuất hiện trên toàn quốc với mật độ thấp vào giữa những năm 1970. Các vùng phía bắc của Afghanistan và Pakistan là những "thành trì" quan trọng của sói xám. Người ta ước tính có khoảng 300 con sói sống trong một khu vực rộng khoảng 60.000 km2 (23.000 dặm vuông) của hai vùng Jammu và Kashmir ở miền bắc Ấn Độ, và hơn 50 con sói ở Himachal Pradesh. Nhìn chung, Ấn Độ hỗ trợ nơi sinh sống cho khoảng 800-3.000 con sói, phân bố rải rác trong một số quần thể còn sót lại. Mặc dù được bảo vệ từ năm 1972, những con sói Ấn Độ được xếp vào loại nguy cấp, với nhiều quần thể sống phân mảnh với số lượng thấp hoặc sống trong các khu vực ngày càng bị con người xâm phạm. Mặc dù cũng hiện diện ở Nepal và Bhutan, không có thông tin về quần thể sói xuất hiện ở đó.
Quần thể sói trên khắp Bắc Á và Trung Á phần lớn là không rõ, nhưng được ước tính có thể lên đến hàng trăm ngàn cá thể dựa trên khảo sát hàng năm. Kể từ khi Liên bang Xô viết sụp đổ, việc tiêu diệt những con sói trên toàn lục địa đã chấm dứt, và số lượng chó sói đã tăng lên khoảng 25.000-30.000 cá thể trên khắp Liên Xô cũ. Người ta cho rằng Kazakhstan hiện là quốc gia có số lượng chó sói xám lớn nhất thế giới. Ở Trung Quốc và Mông Cổ, chó sói chỉ được bảo vệ trong các khu bảo tồn. Quần thể sói ở Mông Cổ ước tính khoảng 10.000–30.000 cá thể, trong khi tình trạng sói ở Trung Quốc thì phân mảnh hơn. Tỉnh Hắc Long Giang ở Đông Bắc Trung Quốc có số lượng giảm đi còn khoảng 400 con sói, trong khi Tân Cương và Tây Tạng có lần lượt khoảng 10.000 và 2.000 con. Năm 2008, một tài liệu tham khảo có thẩm quyền nói rằng sói xám có thể được tìm thấy trên khắp Trung Quốc đại lục. Vào năm 2017, một nghiên cứu toàn diện đã phát hiện ra rằng sói xám hiện diện trên toàn bộ Trung Quốc đại lục, cả trong quá khứ lẫn ngày nay. Nó thật sự có tồn tại ở miền nam Trung Quốc, qua đó phản bác nhận định của một số nhà nghiên cứu ở thế giới phương Tây cho rằng sói chưa bao giờ tồn tại ở miền nam Trung Quốc.

### Bắc Mỹ

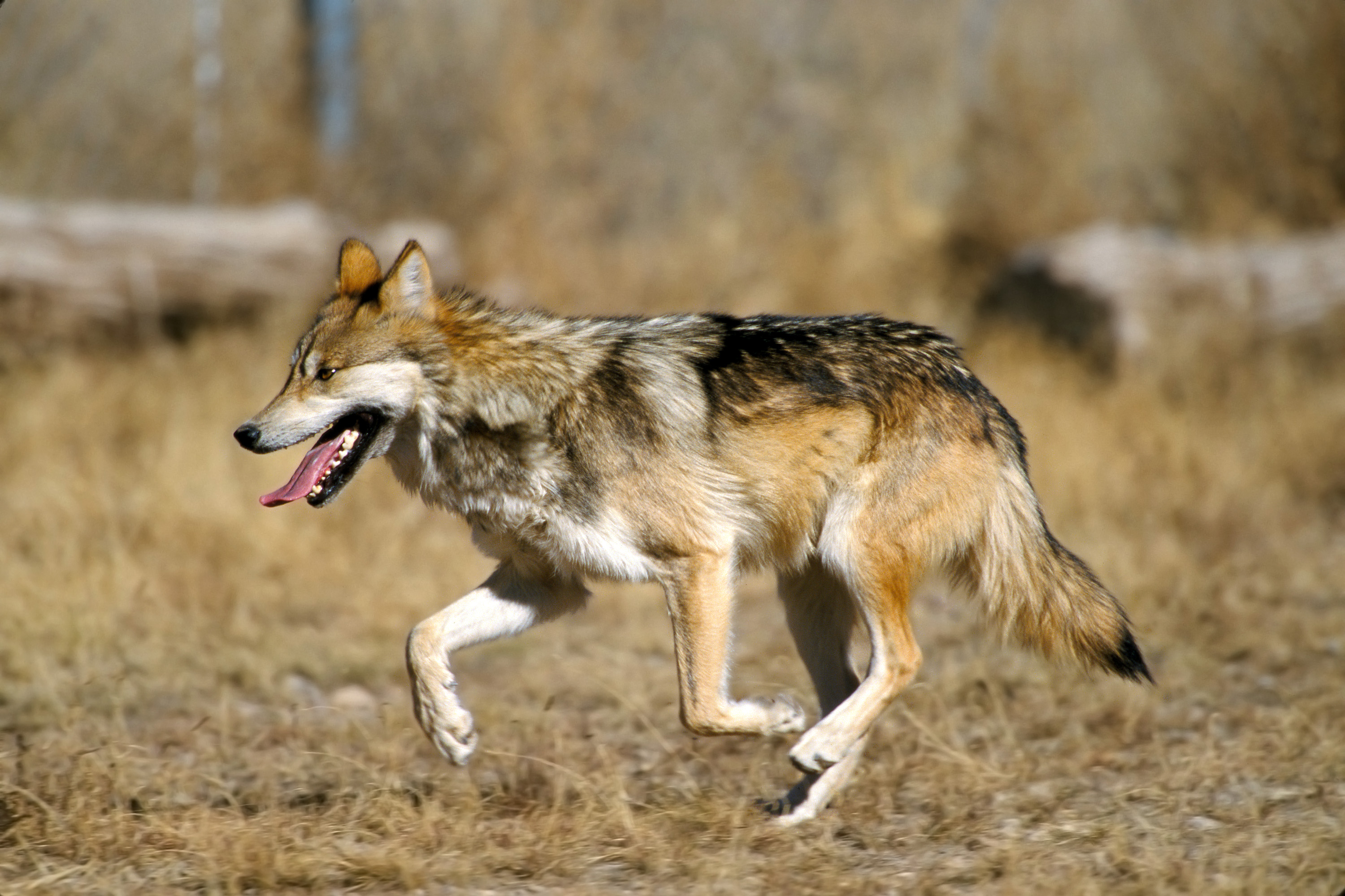
Một con sói xám ở Mexico

Phạm vi hiện đại của loài sói xám ở Bắc Mỹ chủ yếu được giới hạn ở Alaska và Canada, với các quần thể khác cũng xuất hiện ở miền bắc Minnesota, phía bắc Wisconsin và Bán đảo Thượng Michigan, và các phần nhỏ của Washington, Idaho, bắc Oregon và Montana. Những con sói Canada bắt đầu tái chiếm miền bắc Montana xung quanh vườn quốc gia Glacier (Hoa Kỳ) vào năm 1979, và con sói đầu tiên ở miền tây nước Mỹ trong hơn nửa thế kỷ đã được ghi nhận ở đó vào năm 1986. Quần thể chó sói ở tây bắc Montana ban đầu phát triển do sinh sản tự nhiên và phân tán đến khoảng 48 con sói vào cuối năm 1994. Từ giai đoạn 1995-1996, những con sói từ Alberta và British Columbia đã được chuyển đến Vườn quốc gia Yellowstone và Idaho. Ngoài ra, loài sói Mexico (Canis lupus baileyi) đã được đưa trở lại Arizona và New Mexico vào năm 1998. Sói xám được tìm thấy trong khoảng 80% phạm vi lịch sử của nó ở Canada, do đó biến nó trở thành một thành trì quan trọng đối với loài.
Canada hiện có khoảng 52.000–60.000 cá thể sói hoang dã, có tư cách pháp lý khác nhau tùy theo tỉnh và lãnh thổ. Cư dân thuộc các bộ lạc bản địa hạng nhất có thể săn lùng những con sói mà không bị hạn chế về số lượng, và một số tỉnh yêu cầu giấy phép để cư dân săn lùng những con sói trong khi những tỉnh khác thì không. Ở Alberta, những con sói trên đất tư nhân có thể bị săn lùng bởi chủ đất mà không cần giấy phép, và ở một số khu vực, các chương trình săn bắt tiền thưởng sói tồn tại. Việc kiểm soát quần thể sói quy mô lớn thông qua chất độc, bẫy và săn bắn trên không cũng được thực hiện bởi các chương trình do chính phủ uỷ nhiệm để hỗ trợ các quần thể các con mồi của sói đang bị đe dọa tuyệt chủng như loài tuần lộc rừng.
Ở Alaska, số lượng sói xám ước tính khoảng 6.000-7.000 cá thể, và có thể săn bắn hợp pháp trong các mùa săn bắn, với giới hạn số lượng và các hạn chế khác. Tính đến năm 2002, có 250 con sói thuộc 28 đàn ở Yellowstone, và 260 con sói thuộc 25 đàn ở Idaho. Sói xám đã được bảo vệ như loài nguy cấp (ESA) ở Minnesota, Wisconsin và Michigan năm 1974, và được phân loại trở lại thành loài có nguy cơ bị đe dọa vào năm 2003. Những con sói Mexico ở Arizona và New Mexico được bảo vệ theo ESA và, cuối năm 2002, có 28 cá thể trong tám đàn ở đây. Một con sói cái bị bắn hạ vào năm 2013 tại Hart County thuộc bang Kentucky bởi một thợ săn, là con sói xám đầu tiên được thấy ở Kentucky trong thời hiện đại. Phân tích DNA của các phòng thí nghiệm cá và động vật hoang dã cho thấy các đặc tính di truyền tương tự như những con sói ở vùng Hồ Lớn.

## Phân loại và tiến hóa
Loài Canis lupus được ghi nhận lần đầu tiên bởi Carl Linnaeus trong ấn bản Systema Naturae của ông vào năm 1758, với việc phân loại tiếng Latin dịch sang tiếng Anh là "chó sói". Ba mươi bảy phân loài của Canis lupus được liệt kê dưới tên gọi chung của "chó sói" trong các loài động vật có vú của ấn bản thứ ba thế giới được xuất bản năm 2005. Phân loài được đề cử là chó sói Á-Âu (Canis lupus lupus), còn được gọi là sói phổ biến. Các phân loài bao gồm chó nhà, chó Dingo, chó sói phương Đông và sói đỏ Bắc Mỹ, nhưng các loài C. l. italicus và C. l. communis là từ đồng nghĩa của C. l. lupus. Tuy nhiên, việc phân loại một số loài hoặc phân loài gần đây đã được thử thách.

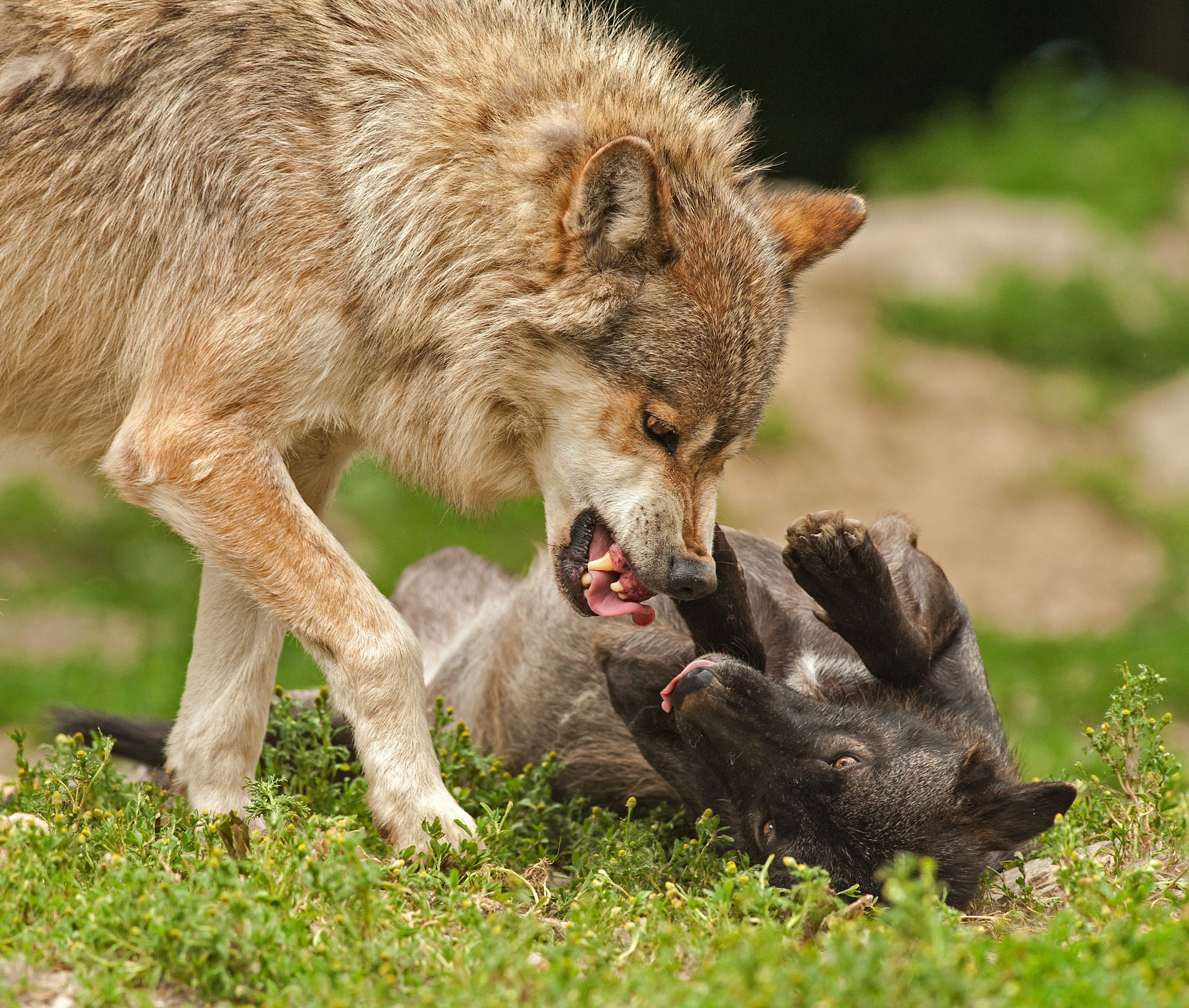
Con sói thống lĩnh đang thể hiện uy quyền

Hiện các nhà phân loại học đang tranh cãi về số loài phụ của sói xám với khoảng 39-42 phân loài đang tồn tại và hóa thạch tuyệt chủng. Các loài sau đây được biết đến:
- Canis lupus albus: Sói đài nguyên
- Canis lupus alces: Sói bán đảo Kenai
- Canis lupus arabs: Sói Ả rập
- Canis lupus baileyi: Sói Mexico
- Canis lupus beothucus: Sói Newfoundland
- Canis lupus bernardi: Sói Bernard
- Canis lupus campestris: Sói thảo nguyên
- Canis lupus chanco: Sói Tây Tạng
- Canis lupus columbianus: Sói British Columbia
- Canis lupus crassodon: Sói đảo Vancouver
- Canis lupus floridanus: Sói đen Florida
- Canis lupus fuscus: Sói núi Cascade
- Canis lupus gregoryi: Sói Gregory
- Canis lupus griseoalbus: Sói Manitoba
- Canis lupus hattai: Sói Hokkaidō
- Canis lupus hodophilax: Sói Nhật Bản
- Canis lupus hudsonicus: Sói vịnh Hudson
- Canis lupus irremotus: Sói núi Rocky Bắc
- Canis lupus lupus: Sói Á Âu
- Canis lupus labradorius: Sói Labrador
- Canis lupus ligoni: Sói Alexander Archipelago
- Canis lupus lycaon: Sói phía Đông
- Canis lupus mackenzii: Sói sông Mackenzie
- Canis lupus manningi: Sói Baffin
- Canis lupus mogollonensis: Sói núi Mogollon
- Canis lupus monstrabilis: Sói Texas
- Canis lupus nubilus: Sói Đại Bình nguyên
- Canis lupus occidentalis: Sói thung lũng Mackenzie
- Canis lupus orion: Sói Greenland
- Canis lupus pallipes: Sói Ấn Độ
- Canis lupus pambasileus: Sói Yukon
- Canis lupus rufus hay Canis rufus: Sói đỏ Bắc Mỹ
- Canis lupus signatus: Sói Iberia
- Canis lupus tundrarum: Sói đài nguyên Alaska
- Canis lupus youngi: Sói núi Rocky Nam
- Canis lupus familiaris hay Canis familiaris: Chó nhà

Sự tiến hóa của sói xảy ra trong một khoảng thời gian địa chất 800.000 năm, biến đổi mẫu vật sói đầu tiên giữa thế Pleistocene được công nhận là hình thái tương tự như Canis lupus ở chó ngày nay, chó Dingo, và sói xám. Các yếu tố sinh thái bao gồm kiểu môi trường sống, khí hậu, con mồi và cạnh tranh ăn thịt sẽ ảnh hưởng rất lớn đến cấu trúc quần thể di truyền của sói và độ dẻo của răng cưa. Sói đã trải qua một cổ chai di truyền quần thể 20.000 năm trước khi có mặt (YBP), cho thấy nhiều quần thể sói đã tuyệt chủng tại thời điểm trùng với cực đại băng hà cuối cùng và sự mở rộng của con người hiện đại trên toàn thế giới với công nghệ của họ để chiếm ưu thế trong cuộc sinh tồn. Chó nhà là loài động vật ăn thịt phổ biến nhất và là hậu duệ của một trong những quần thể sói đã tuyệt chủng hiện nay.

## Đặc điểm

### Giải phẫu và kích thước

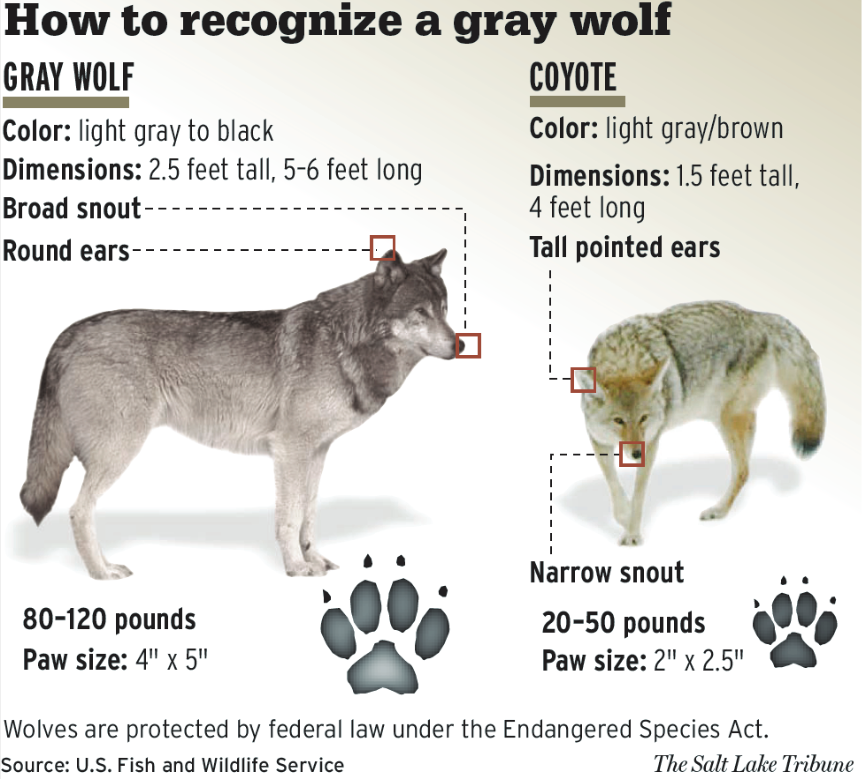
Sự khác biệt giữa sói xám và sói đồng cỏ

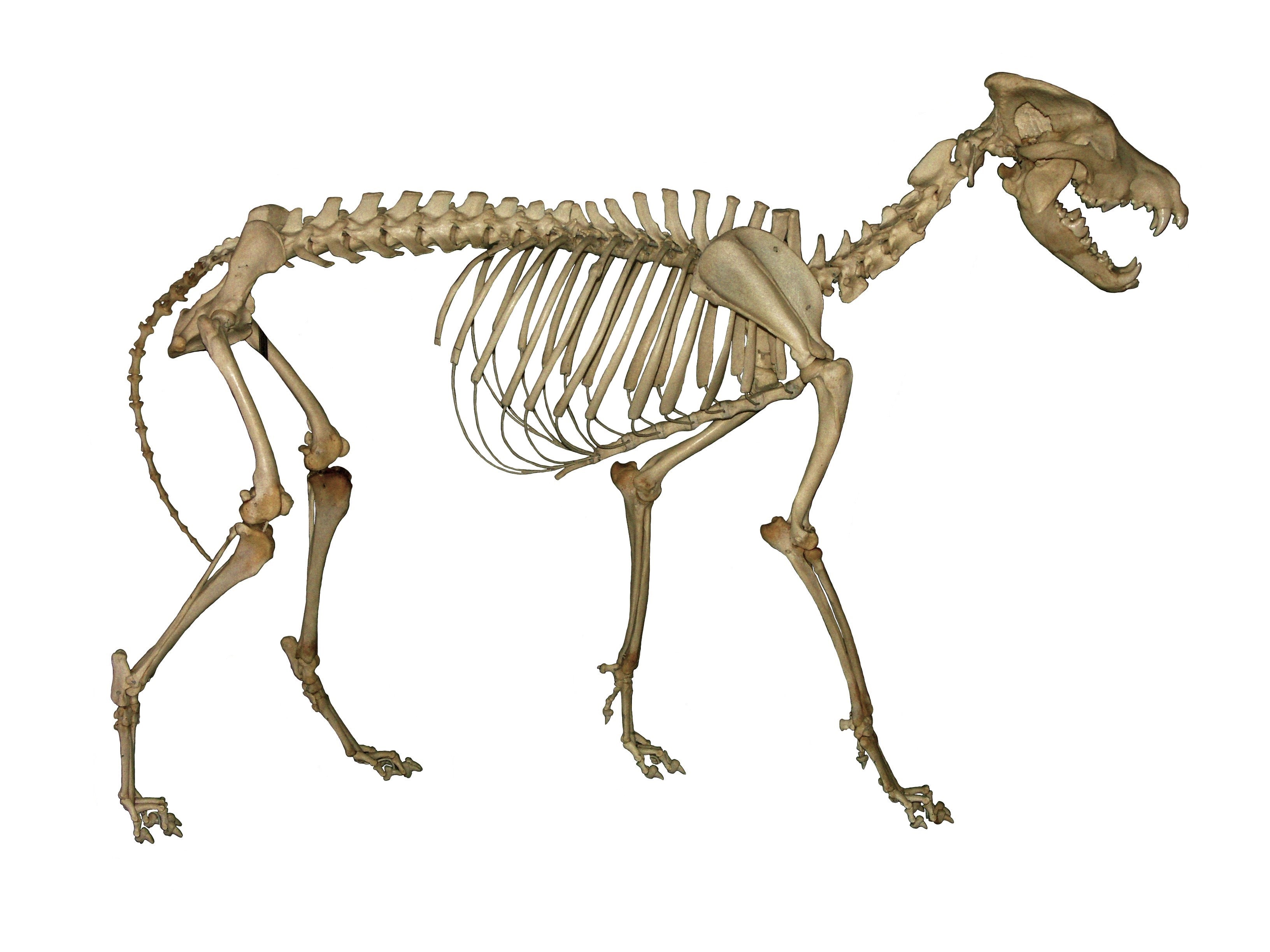
Bộ xương sói xám

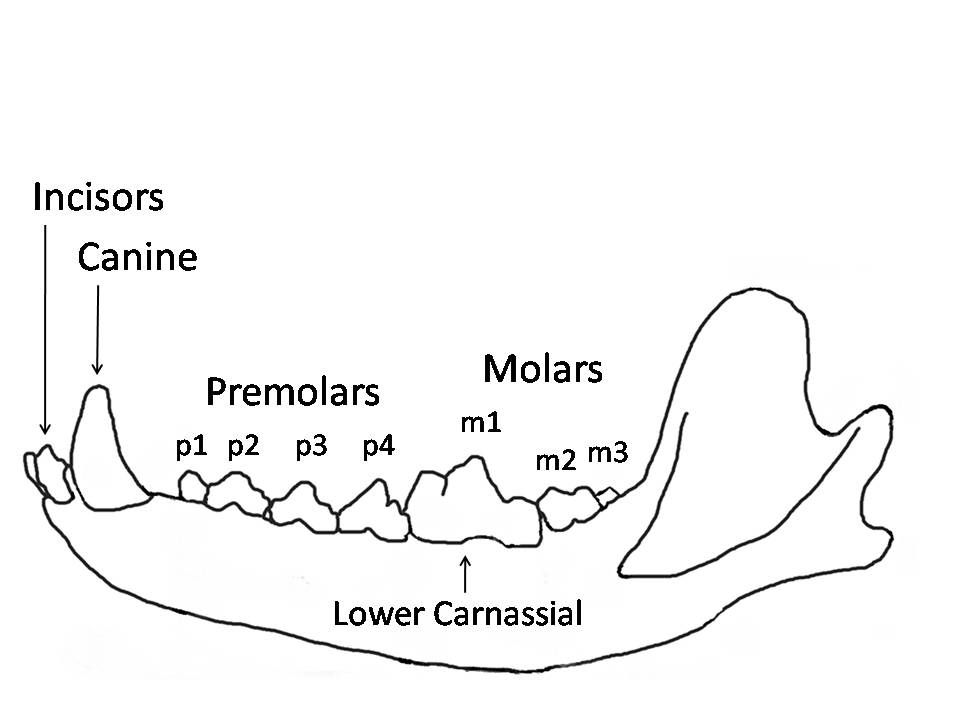
Bộ răng của sói xám.

Đây là phân loài sói lớn nhất trong họ nhà Chó. Trọng lượng và kích cỡ sói xám có thể dao động lớn giữa các quần thể trên toàn thế giới, có xu hướng tăng tương ứng với vĩ độ với những con sói lớn của Alaska và Canada đôi khi nặng gấp 3-6 lần so với người anh em của chúng ở Trung Đông và Nam Á. Trung bình, những con sói trưởng thành dài 105–160 cm (41–63 in) và 80–85 cm (31–33 in) ở chiều cao vai. Đuôi dài 29–50 cm (11–20 in). Tai cao 90–110 mm (3,5–4,3 in) và chân sau là 220–250 mm (8,7–9,8 in). Khối lượng cơ thể trung bình của sói xám còn tồn tại là 40 kg (88 lb), với mẫu nhỏ nhất ghi được ở 12 kg (26 lb) và lớn nhất ở 80 kg (176 lb). Trọng lượng sói xám thay đổi theo địa lý; trung bình, những con sói châu Âu có thể nặng 38,5 kg (85 lb), chó sói Bắc Mỹ 36 kg (79 lb) và chó sói Ấn Độ và Ả Rập 25 kg (55 lb). Con cái ở bất kỳ quần thể sói xám nào thường luôn nặng ít hơn 5–10 lb (2,3–4,5 kg) so với con đực. Những con sói nặng trên 54 kg (119 lb) là không phổ biến, mặc dù những cá thể đặc biệt lớn đã được ghi nhận ở Alaska, Canada, và các khu rừng phía tây nước Nga. Con sói xám nặng nhất được ghi nhận ở Bắc Mỹ đã bị giết trên sông 70 Mile ở phía đông-trung tâm Alaska vào ngày 12 tháng 7 năm 1939 với khối lượng lên đến 79,4 kg (175 lb).
So với những người anh em họ hoang dã gần nhất (sói đồng cỏ và chó rừng lông vàng), sói xám lớn hơn và nặng hơn, với mõm rộng hơn, tai ngắn hơn, thân ngắn hơn và đuôi dài hơn. Chúng là một con vật có ngoại hình thanh mảnh, khỏe khoắn được xây dựng với một xương sườn lớn, sâu giảm dần, lưng dốc và một cổ cơ bắp chắc nịch. Chân của sói dài hơn một chút so với những loài Canid khác, cho phép con vật di chuyển nhanh chóng, và cho phép nó vượt qua tuyết sâu bao trùm hầu hết phạm vi địa lý của nó. Đôi tai tương đối nhỏ và hình tam giác. Con cái có xu hướng có mõm và trán hẹp hơn, cổ mỏng hơn, chân hơi ngắn hơn và vai ít to hơn so với con đực.
Sói xám thường để đầu của nó ở cùng cấp với lưng, chỉ ngẩng cao lên khi đang cần quan sát xung quanh. Nó thường di chuyển theo kiểu nhảy, đặt bàn chân của nó lên ngay trước mặt kia. Việc đi lại này có thể được duy trì trong nhiều giờ với tốc độ 8–9 km/h (5,0–5,6 dặm / giờ), và cho phép con sói che phủ những khoảng cách lớn. Trên đường trần, sói có thể nhanh chóng đạt được tốc độ chạy 50–60 km/h (31–37 dặm / giờ). Sói xám có thể chạy tối đa 55–70 km/h (34–43 dặm / giờ), có thể nhảy 5 m (16 ft) theo chiều ngang trong một ranh giới duy nhất, và có thể duy trì sự rượt đuổi con mồi với tốc độ cao trong ít nhất 20 phút.
Nói chung, sói có trọng lượng tim cao, khoảng 0,93%-1,07% tổng khối lượng cơ thể, so với động vật có vú trung bình là 0,59% tổng khối lượng cơ thể. Những con sói xám Tây Tạng, sống trên địa hình lên đến 3.000 m so với mực nước biển, đã phát triển trái tim chịu được mức oxy thấp. Cụ thể, những con sói này có một sự lựa chọn cho RYR2, một gen khởi tạo kích thích tim.

### Hộp sọ và răng
Đầu sói xám lớn và nặng, với trán rộng, hàm khỏe và một mõm dài, cùn. Hộp sọ có chiều dài trung bình 230–280 mm (9.1–11.0 in) và rộng 130–150 mm (5.1–5.9 in). Răng nặng và to, thích hợp hơn để nghiền xương hơn so với các loại răng khác, mặc dù không chuyên biệt như răng của linh cẩu. Răng hàm của nó có một bề mặt nhai phẳng, nhưng không giống với sói đồng cỏ, chế độ ăn uống của chúng chứa nhiều chất thực vật hơn. Hàm răng sói xám có thể tạo ra lực cắn lên đến 10,340 kPa (1.500 psi) so với 5.200 kPa (750 psi) đối với một con chó chăn cừu Đức. Lực này đủ để phá vỡ phần lớn xương. Một nghiên cứu về lực cắn ước tính ở răng nanh của một mẫu lớn các động vật ăn thịt có vú còn sống và hóa thạch của chúng khi được điều chỉnh cho khối lượng cơ thể cho thấy rằng đối với động vật có vú nhau thai, lực cắn ở răng nanh (tính bằng Newton/kg trọng lượng cơ thể) lớn nhất chính là một con sói hoang dã canis dirus đã tuyệt chủng, sau đó là những loài thuộc họ chó còn sống sót và thường săn những con mồi lớn hơn chúng: chó săn châu Phi, sói xám, sói đỏ, và chó Dingo. Một xu hướng tương tự đã được tìm thấy với lực cắn răng hàm, nhưng với con sói hoang dã tuyệt chủng và sói xám đều được đo, sau đó theo sau là chó săn châu Phi, sói đỏ và chó Dingo.

### Bộ lông

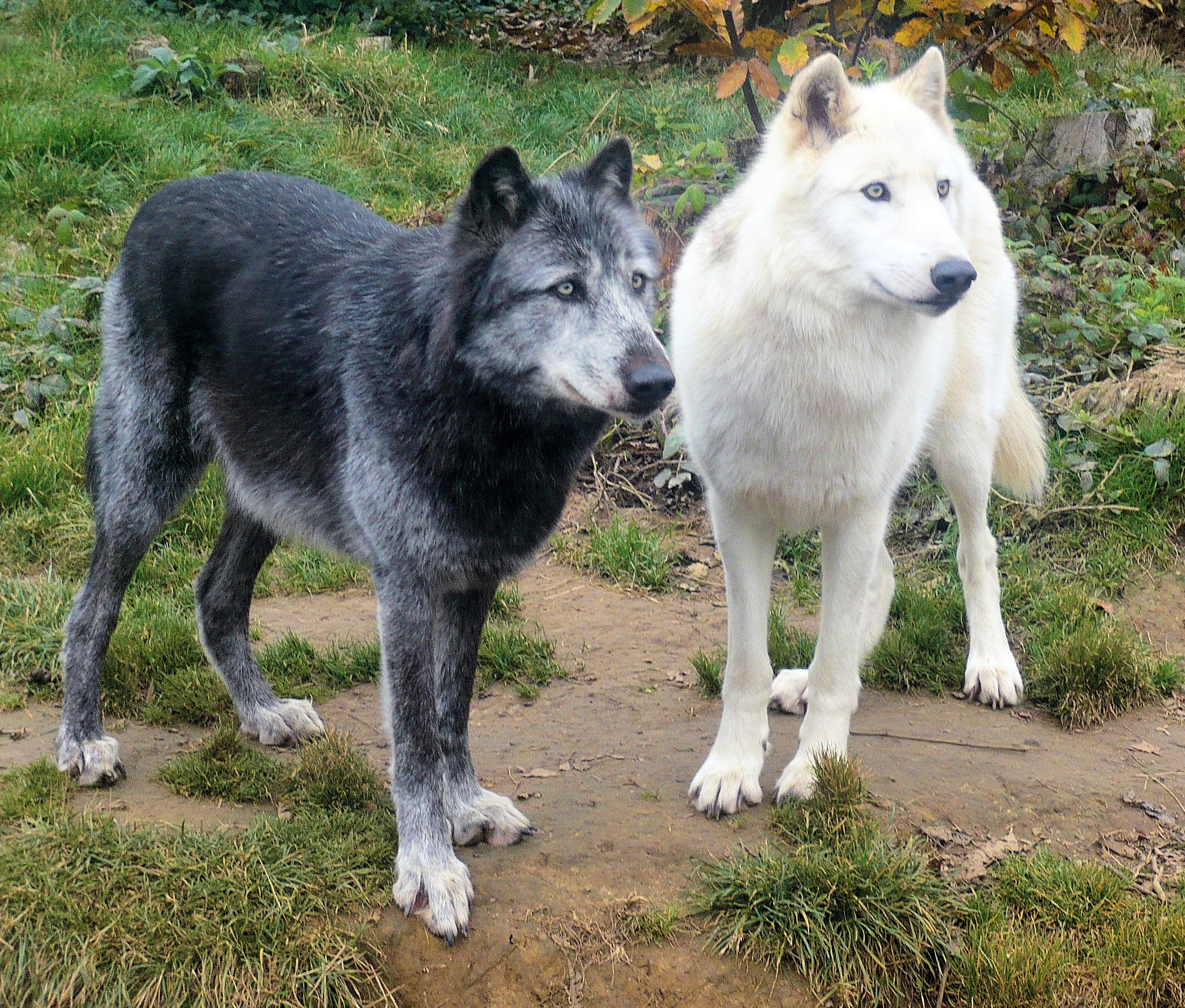
Sói lông trắng và lông đen

Sói xám có bộ lông rất dày vào mùa đông. Hầu hết lông giữ ấm của chúng bị rụng vào mùa xuân và mọc trở lại vào mùa thu. Những nơi có lông dài nhất bao gồm ở lưng, đặc biệt là ở phần trước và cổ. Đặc biệt là những sợi lông dài ở trên vai, và gần như tạo thành một đỉnh ở phần trên của cổ. Những sợi lông trên má được kéo dài và tạo thành búi. Đôi tai được bao phủ trong những sợi lông ngắn. Những sợi lông ngắn, đàn hồi và liền kề có mặt trên các chi từ khuỷu chân xuống đến gân xương. Lông mùa đông có khả năng chống lạnh cao; Những con sói ở vùng khí hậu phía bắc có thể nghỉ ngơi thoải mái ở những khu vực có nhiệt độ - 40 °C bằng cách đặt mõm giữa hai chân sau và che mặt bằng đuôi. Lông sói cung cấp cách nhiệt tốt hơn lông chó và không hấp thụ băng khi hơi thở ấm áp ngưng tụ với nó. Ở vùng khí hậu ấm áp, bộ lông của chúng thô hơn và mỏng hơn những con sói phía bắc. Sói cái có xu hướng ít lông hơn con đực, và thường phát triển bộ lông mịn nhất khi chúng già đi. Sói già thường có nhiều lông trắng ở chóp đuôi, dọc theo mũi và trên trán. Bộ lông mùa đông được giữ lại lâu nhất ở những con cái đang nuôi con nhỏ, mặc dù có một số rụng lông quanh núm vú của chúng. Chiều dài lông ở giữa lưng là 60–70 mm (2,4-2,8 in). Chiều dài lông từ đầu đến vai nói chung không vượt quá 90 mm (3,5 in), nhưng có thể đạt tới 110–130 mm (4.3.55.1 in).
Màu lông phổ biến của loài sói xám là màu trắng và xám, tuy nhiên một số ít cá thể có bộ lông màu đen vô cùng đặc biệt. Sự thật đây không phải màu sắc tự nhiên của chúng. Một nghiên cứu năm 2008 của Đại học Stanford cho thấy một bộ gen đặc biệt quy định màu lông đen chỉ xuất hiện trên loài chó, do đó loài sói đen dường như là kết quả của sự lai tạo. Gen quy định màu đen của bộ lông này là gen trội, do đó nó được di truyền hầu hết cho các đời con. Tuy rằng loài sói đen không thể hiện là một thợ săn xuất sắc, nhưng chúng lại có hệ miễn dịch tốt hơn. Loài sói đen hầu như chỉ xuất hiện ở vùng lạnh giá của Bắc Mỹ, với khoảng một nửa số sói ở vườn quốc gia Yellowstone có màu đen.
Việc có lông đen mang lại lợi thế đặc biệt cho những con sói sống trong rừng. Sói đen chiếm số đông trong bầy đàn tại những cánh rừng Bắc Mỹ, trong khi sói trắng lại có số lượng nhiều hơn ở các lãnh nguyên trơ trụi vì chó sói phần lớn dựa vào khả năng ngụy trang để bảo vệ mình hay để gia tăng tỷ lệ đi săn thành công.

## Tập tính

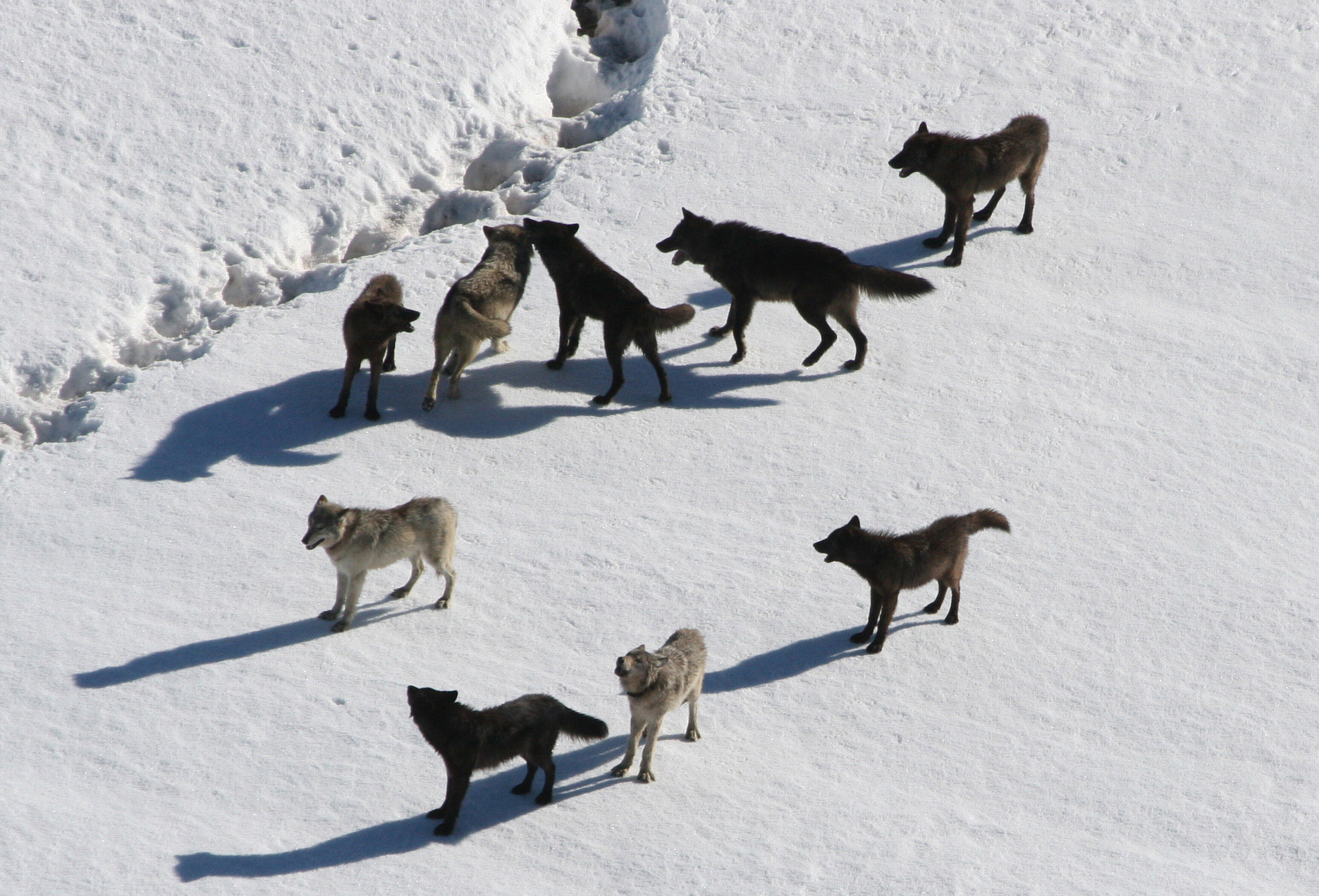
Một đàn sói

### Lối sống

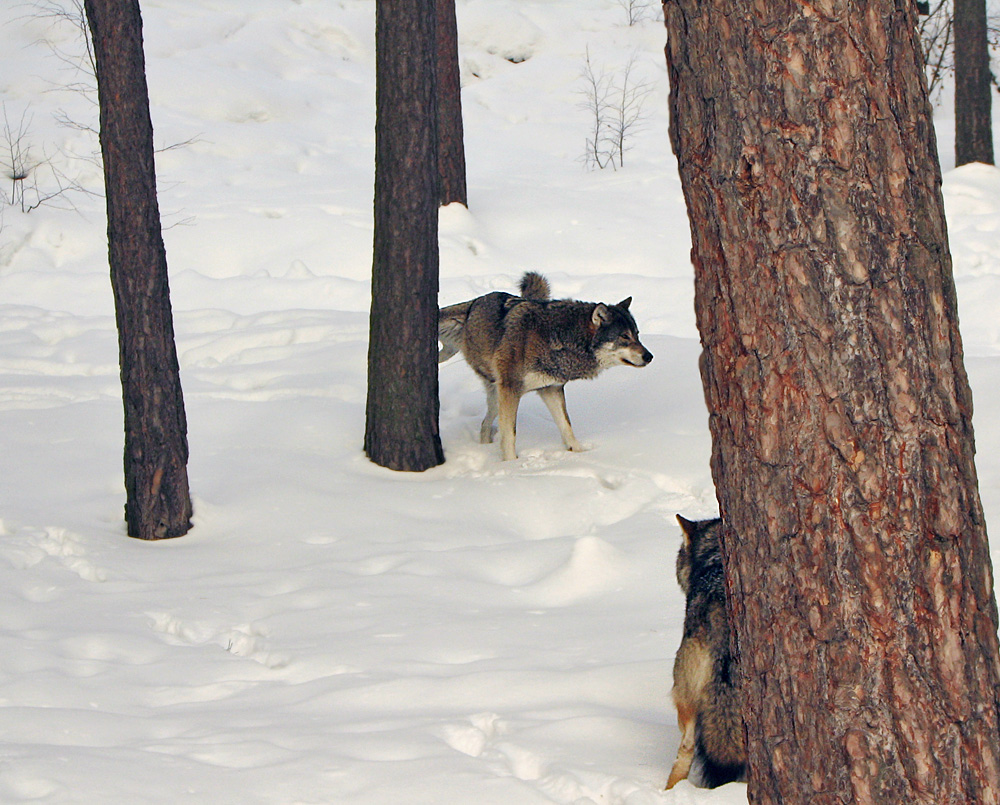
Sói dùng nước tiểu để đánh dấu lãnh thổ

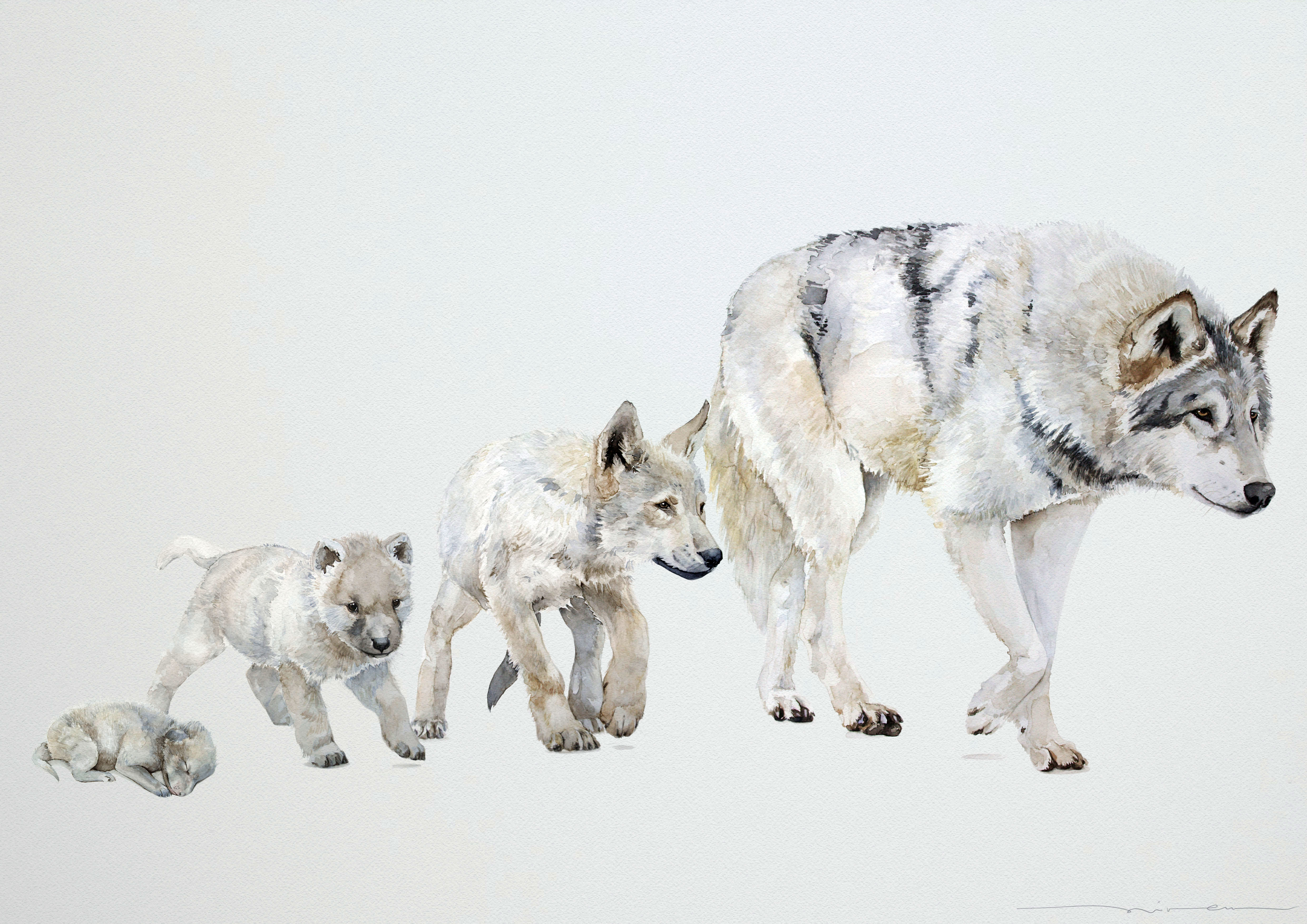
Minh họa vòng đời phát triển của sói

Sói xám là loài động vật có lối sống xã hội, chúng thường sống theo bầy đàn khoảng từ 5-11 con với 1-2 con đầu đàn bao gồm 1-2 con sói trưởng thành, 3-6 con sói chưa thành niên và 1-3 sói con hoặc đôi khi hai hoặc ba gia đình như vậy, với các đàn đặc biệt lớn bao gồm lên đến 42 con sói được biết đến. Trong đàn, con sói đầu đàn có quyền lực tối thượng, mọi con sói khác phải tuân theo mệnh lệnh của nó khi sinh hoạt trong đàn hay trong lúc đi săn mồi. Trong điều kiện lý tưởng, cặp phối giống tạo ra những con sói con mỗi năm, với những đứa con này thường ở trong đàn trong 10–54 tháng trước khi phân tán. Các tác nhân kích thích cho sự phân tán bao gồm sự khởi đầu của sự trưởng thành và những cạnh tranh về giao phối, thức ăn. Khoảng cách di chuyển bởi những con sói phân tán rất khác nhau; một số con ở trong vùng lân cận của nhóm bố mẹ, trong khi những cá nhân khác có thể đi xa tới 206 km (128 mi), 390 km (240 mi) và 670 km (420 mi) từ các đàn gốc của chúng. Một đàn mới thường được thành lập bởi một con đực và con cái phân tán không liên quan, đi cùng nhau để tìm kiếm một khu vực không có các đàn thù địch khác. Đàn sói hiếm khi áp dụng những con sói khác vào trong nếp gấp của chúng, và thường giết chúng. Trong những trường hợp hiếm hoi mà những con sói khác được chấp nhận, người được nhận nuôi hầu như không bao giờ là một con vật chưa trưởng thành (1-3 tuổi) không thể cạnh tranh về quyền nhân giống với cặp giao phối. Trong một số trường hợp, một con sói đơn độc được đưa vào một đàn để thay thế một con đầu đàn đã chết. Trong thời gian phong phú của các động vật móng guốc, các đàn sói khác nhau có thể tạm thời tham gia lực lượng. Các nghiên cứu về mức độ cortisol của chó sói cho thấy chúng tăng lên đáng kể khi một thành viên trong đàn chết, cho thấy sự hiện diện của stress. 
Sói xám là loài động vật có tập tính lãnh thổ cao, và thường thiết lập các vùng lãnh thổ lớn hơn nhiều so với những gì chúng cần để đảm bảo nguồn cung cấp con mồi ổn định. Kích thước lãnh thổ phụ thuộc phần lớn vào số lượng con mồi có sẵn và độ tuổi của các con sói con, có xu hướng tăng kích thước ở những khu vực có số lượng con mồi thấp hoặc khi con non đạt đến 6 tháng tuổi, do khi đó sói con đã đạt đến nhu cầu dinh dưỡng tương tự như một con trưởng thành. Đàn sói thường di chuyển liên tục để tìm kiếm con mồi, chiếm khoảng 9% lãnh thổ của chúng mỗi ngày (trung bình 25 km/ngày (16 dặm/ngày)). Vùng cốt lõi lãnh thổ của sói xám là trung bình 35 km2 (14 dặm vuông), trong đó chúng dành 50% cho thời gian đi lại. Mật độ con mồi có xu hướng cao hơn nhiều ở các khu vực xung quanh lãnh thổ, mặc dù sói có xu hướng tránh đi săn ở những vùng rìa phạm vi của chúng trừ khi cạn kiệt nguồn thức ăn, vì khả năng dễ xảy ra xung đột với các đàn sói lân cận. Lãnh thổ nhỏ nhất được thiết lập bởi một đàn sáu con sói ở đông bắc Minnesota, chỉ chiếm khoảng 33 km2 (13 dặm vuông), trong khi lớn nhất được đánh dấu bởi một nhóm mười con sói Alaska với diện tích 6,272 km2 (2,422 sq mi). Đàn sói thường sẽ cố gắng ở trên lãnh thổ đã chọn một cách lâu dài, và thường chỉ từ bỏ phạm vi quen thuộc của chúng trong tình trạng thiếu thức ăn nghiêm trọng. 

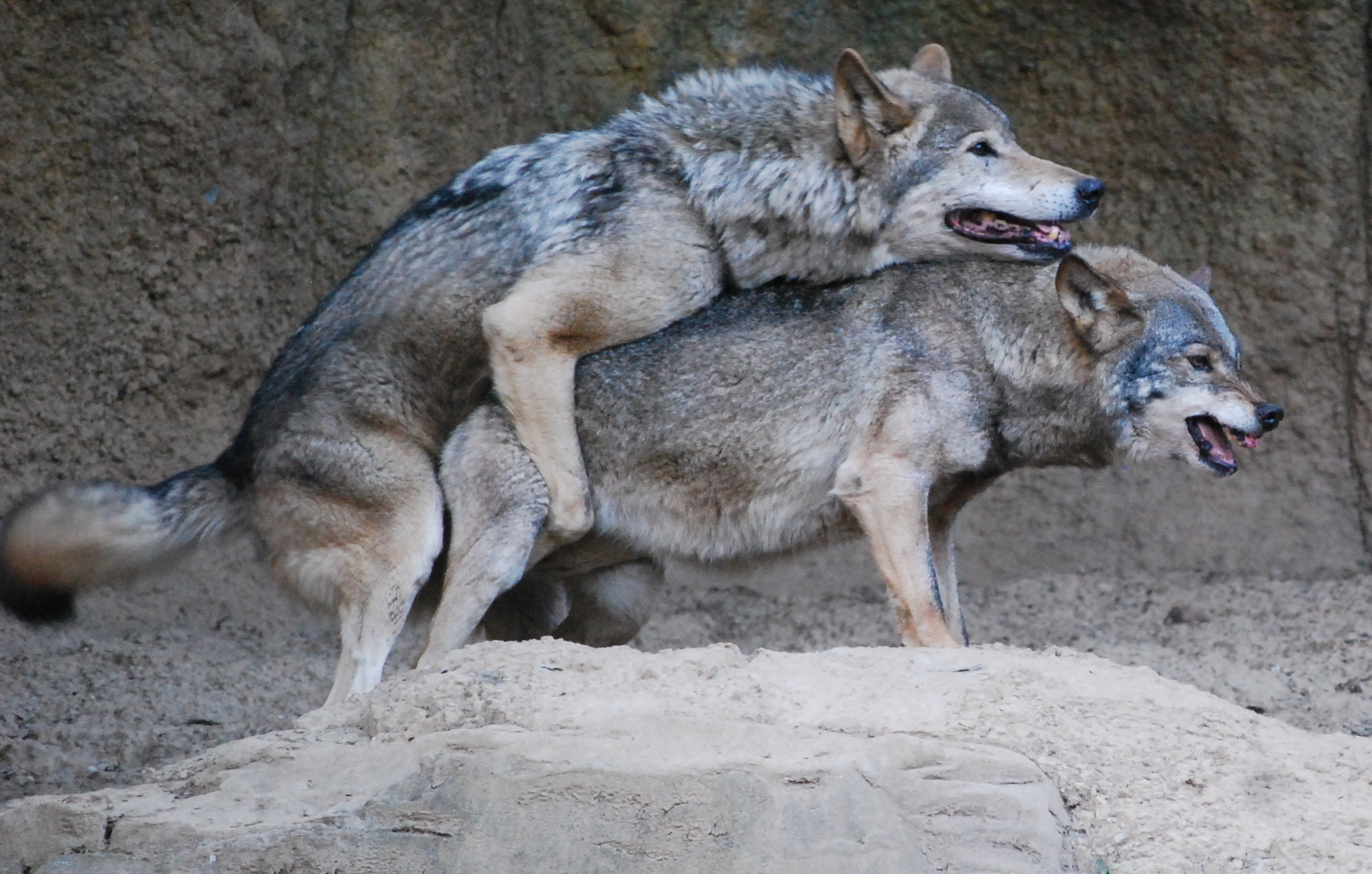
Một cặp sói đang giao phối

Sói bảo vệ lãnh thổ của chúng từ các đàn khác thông qua một sự kết hợp của đánh dấu mùi hương, tấn công trực tiếp và hú. Đánh dấu mùi hương được sử dụng cho tuyên bố lãnh thổ, và bao gồm nước tiểu, phân và đào đất. Dấu vết mùi hương thường được để lại 240 m (260 yd) trên khắp lãnh thổ trên các tuyến đường mà chúng thường xuyên lui tới. Những dấu hiệu như vậy có thể kéo dài 2-3 tuần, và thường được thấy ở gần tảng đá, cây cối, hoặc bộ xương của những động vật lớn. Chiến đấu lãnh thổ là một trong những nguyên nhân chính gây tử vong do sói, với một nghiên cứu kết luận rằng 14–65% số ca tử vong của sói ở Minnesota và Vườn quốc gia và khu bảo tồn Denali là do bị những con sói khác giết chết trong các cuộc xung đột lãnh thổ.

### Trực quan

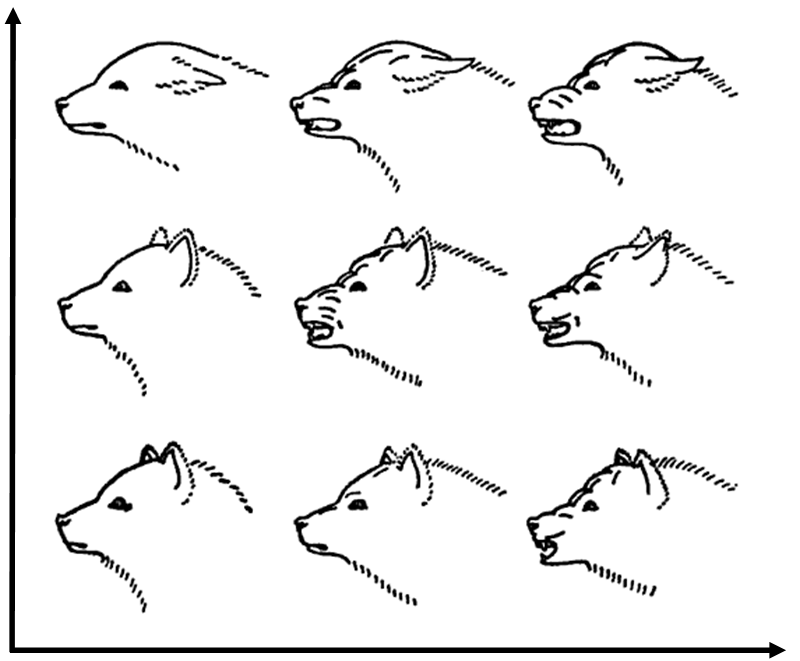
Minh họa trực quan của sói lúc tỏ ra thần phục và lúc giận dữ.

Hành vi biểu cảm của sói xám phức tạp hơn so với sói đồng cỏ và chó rừng lông vàng, như được đòi hỏi bởi thói quen sống và săn mồi theo nhóm. Trong khi những loài canid khác thường có những động thái đơn giản của tín hiệu thị giác, những con sói có nhiều tín hiệu đa dạng hơn, phụ thuộc rất nhiều vào cường độ. Khi trung lập, chân không bị cứng lại, đuôi treo xuống lỏng lẻo, khuôn mặt mịn màng, đôi môi không bị che khuất, và tai không hướng theo một hướng cụ thể nào. Giao tiếp tư thế ở sói bao gồm một loạt các biểu hiện trên khuôn mặt, vị trí đuôi và độ xù của lông. Những con sói hung hăng, hay tự quyết đoán được đặc trưng bởi những chuyển động chậm và có chủ ý, tư thế cơ thể cao và tai dựng lên, trong khi những con phục tùng mang thân hình thấp, và hạ thấp tai và đuôi. Khi một con đực sinh sản gặp một thành viên gia đình cấp dưới, nó có thể nhìn chằm chằm vào nó, đứng thẳng đứng và vẫn với những cái đuôi nằm ngang cột sống của nó. Hai hình thức hành vi phục tùng được công nhận: thụ động và chủ động. Thụ động thường xảy ra như là một phản ứng với cách tiếp cận một con vật chiếm ưu thế, và bao gồm các con sói phục tùng nằm một phần trên lưng của nó và cho phép con sói thống trị để đánh hơi hậu môn của nó. Hoạt động đệ trình thường xảy ra như một hình thức chào hỏi, và liên quan đến con sói phục tùng tiếp cận con sói khác trong tư thế thấp, và liếm khuôn mặt của con sói kia. Khi sói ở bên nhau, chúng thường thưởng thức các hành vi như đẩy mũi, đấu vật, má cọ xát và liếm mặt. Việc mút mõm của nhau là một cử chỉ thân thiện, trong khi kẹp vào mõm bằng răng trần là một cách thể hiện sự thống trị.
Tương tự như con người, những con sói xám có các mẫu màu mặt mà theo đó hướng nhìn có thể được xác định dễ dàng, mặc dù điều này thường không xảy ra ở các loài canid khác. Trong năm 2014, một nghiên cứu so sánh mô hình màu da mặt trên 25 loài canid. Kết quả cho thấy mô hình màu da mặt của các loài canid có liên quan đến giao tiếp nhìn của chúng, và đặc biệt là những con sói xám sử dụng tín hiệu nhìn trong giao tiếp riêng biệt.

### Tiếng hú

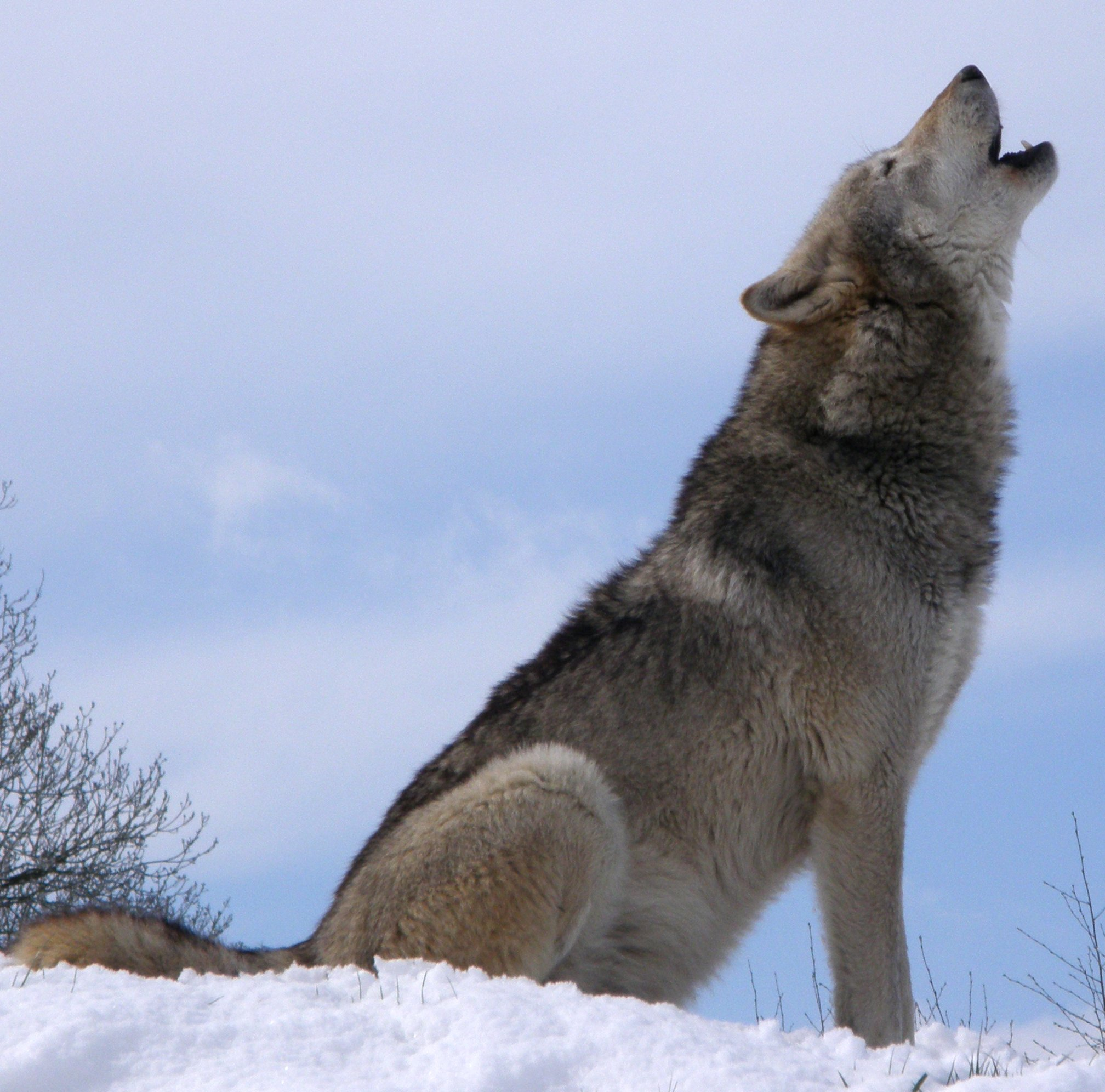
Sói cất tiếng hú thường để giao tiếp hơn là có ý đe dọa

Theo truyền thuyết được nhiều người tin rằng, sói thường hú lên tùy theo chuyển động mặt trăng. Trên thực tế, mặt trăng không ảnh hưởng gì đến hành vi này của chúng và trái với niềm tin phổ biến, sói không hú lên mặt trăng. Những con sói xám thường tru lên để tập hợp các đàn lại (thường là trước và sau khi săn mồi), để báo động (đặc biệt là trong hang), để xác định vị trí của nhau trong một cơn bão hoặc lãnh thổ không quen thuộc và để giao tiếp với nhau trên một khoảng cách rất lớn. Có thể nghe thấy tiếng hú trong những điều kiện nhất định trên diện tích lên đến 130 km2 (50 dặm vuông). Tiếng hú của sói thường không thể phân biệt được với những con chó lớn. Những con sói đực cho giọng nói qua quãng tám, đi đến một âm trầm sâu với một sự nhấn mạnh vào "O", trong khi con cái tạo ra một baritone mũi điều chế với sự căng thẳng về "U". Sói con hầu như không bao giờ hú, trong khi những con sói thành niên thường tạo ra tiếng hú kết thúc trong một loạt tiếng kêu giống chó. Tiếng hú bao gồm một tần số cơ bản có thể nằm giữa 150 và 780 Hz, và bao gồm lên đến 12 âm bội liên quan đến hài hòa. Sói từ các địa điểm khác nhau có thể hú lên theo những kiểu khác nhau: tiếng hú của những con sói châu Âu kéo dài và du dương hơn những con sói Bắc Mỹ, tiếng hú to hơn và chú trọng mạnh hơn vào âm tiết đầu tiên. Tuy nhiên, hai loài sói này rất thông minh, vì những con sói Bắc Mỹ đã được ghi lại đã phản ứng tốt với những tiếng hú kiểu châu Âu do các nhà sinh vật học thực hiện. Những con sói đơn độc thường tránh hú trong khu vực nơi các đàn khác có mặt, dù chúng thường có xu hướng tru nhiếu hơn để bày tỏ nỗi nhớ sau khi cách xa bầy đàn. Sói cũng sử dụng tiếng hú để bảo vệ lãnh thổ của chúng. Nếu cả đàn sói cùng hú đồng thanh, đó chính là lời cảnh báo với những con sói lạ hãy tránh xa lãnh thổ của chúng nếu không muốn gặp rắc rối.
Các âm thanh khác bao gồm gầm gừ, sủa và rên rỉ. Sói không sủa lớn hoặc liên tục như chó trong các cuộc đối đầu, thay vào đó chúng chỉ sủa một vài lần và sau đó rút lui khỏi một mối nguy hiểm nhận thấy. Nhón chân lên được coi là một trong những hình thức giao tiếp bằng mùi hương quan trọng nhất ở sói, chiếm 60–80% tổng số dấu hiệu mùi hương được quan sát.

### Chiến thuật săn mồi

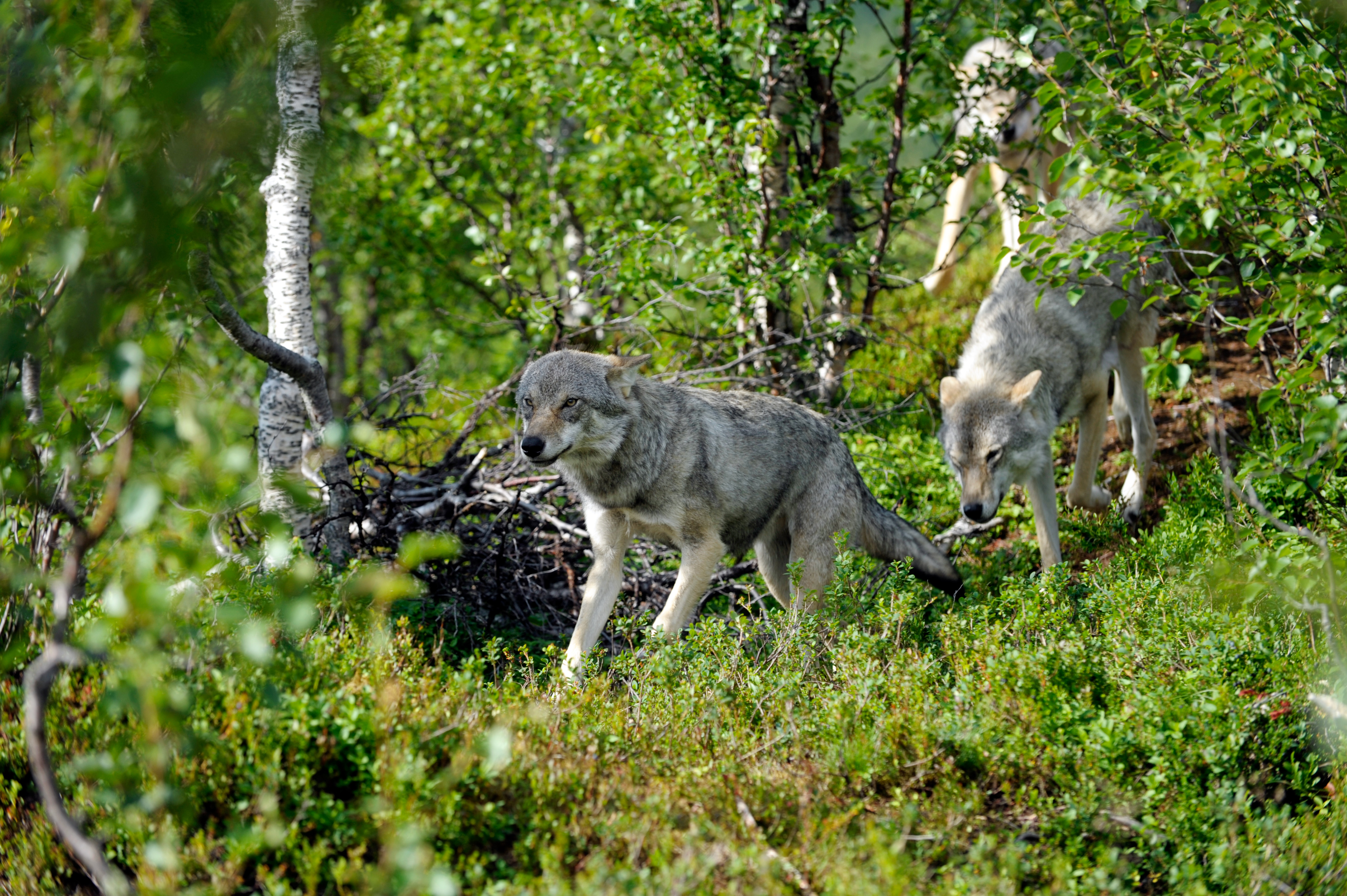
Sói là loài săn mồi theo bầy

Mặc dù là 1 loài động vật xã hội, những con sói đơn hay cặp đôi giao phối thường có tỷ lệ thành công cao hơn khi đi săn theo từng đàn lớn, với những con sói đơn thỉnh thoảng được quan sát đã giết con mồi lớn hơn chúng như nai sừng tấm, bò rừng bison và bò xạ hương. Khứu giác của sói xám tương đối yếu khi so sánh với một số giống chó săn, có khả năng phát hiện ra mục tiêu không xa hơn 2–3 km (1,2–1,9 dặm). Bởi vì điều này, nó hiếm khi săn bắt thỏ rừng hoặc chim, mặc dù nó có thể dễ dàng theo dõi dấu chân. Nhận thức thính giác của nó đủ cấp tính để có thể nghe tới tần số 26 kHz, là đủ để đi săn tốt trong giai đoạn rụng lá của mùa thu. Một cuộc săn của sói xám có thể được chia thành năm giai đoạn:
- Định vị con mồi: Những con sói đi tìm con mồi thông qua sức mạnh của mùi hương, cơ hội chạm trán và theo dõi. Sói thường định vị con mồi của chúng bằng mùi hương, mặc dù chúng thường phải nằm ngay phía dưới của nó. Khi một làn gió mang mùi hương của con mồi, những con sói đứng tỉnh táo, nhắm mắt, tai và mũi về phía mục tiêu của chúng. Ở những khu vực mở, chó sói có thể đi trước cuộc săn lùng với các nghi lễ nhóm liên quan đến việc đứng mũi và vẫy đuôi. Sau khi kết thúc, những con sói tiến về phía con mồi của chúng.
- Tiếp cận: Những con sói cố gắng giấu mình khi chúng tiếp cận. Khi khoảng cách giữa những con sói và con mồi của chúng bị đóng lại, những con sói sẽ tăng tốc độ của chúng, vẫy đuôi, và nhìn chăm chăm, càng gần con mồi càng tốt mà không làm cho nó chạy trốn.
- Chạm trán hay đối mặt: Một khi con mồi phát hiện những con sói, nó có thể tiếp cận những con sói, đứng trên mặt đất của nó, hoặc chạy trốn. Con mồi lớn, như nai sừng tấm, và bò xạ, thường sẽ không chạy mà đứng yên, dàn hàng và trụ vững đội hình. Nếu điều này xảy ra, những con sói sẽ không vội tấn công, vì chúng đòi hỏi sự kích động của một con vật đang muốn tuông chạy để phát động một cuộc tấn công. Nếu con mồi được nhắm mục tiêu cố gắng trụ vững để đối đầu, những con sói hoặc sẽ bỏ qua nó, hoặc cố gắng gầm gừ đe dọa để buộc nó phải chạy.
- Tập kích: Nếu con mồi cố gắng chạy trốn, những con sói ngay lập tức theo đuổi nó. Đây là giai đoạn quan trọng nhất của cuộc săn lùng, vì chó sói có thể không bao giờ bắt kịp con mồi đang chạy ở tốc độ tối đa. Nếu con mồi của chúng đang di chuyển trong một nhóm, thì những con sói sẽ cố gắng chia cắt đàn của con mồi, hoặc cô lập một hoặc hai con mồi khỏi đàn. Sói thường sẽ nhắm đến những con mồi già yếu, bị thương hoặc bị bệnh để dễ khống chế hơn.
- Cuộc rượt đuổi: Một sự tiếp nối của cuộc chạy đua, những con sói cố gắng bắt kịp con mồi của chúng và giết nó. Khi đuổi theo con mồi nhỏ, những con sói cố gắng bắt kịp con mồi của chúng càng sớm càng tốt, trong khi với động vật lớn hơn, cuộc săn đuổi có thể bị kéo dài làm cho con mồi mệt lử. Nếu nhận thấy con mồi chạy nhanh hơn, chúng sẽ chủ động bỏ qua. Những con sói thường bỏ cuộc sau khi rượt khoảng từ 1–2 km (0,62–1,3 mi), mặc dù một con sói được ghi nhận lại đã đuổi theo một con nai trong 21 km (13 dặm). Cả hai con sói Nga và Bắc Mỹ được quan sát là đã gây áp lực buộc con mồi phải chạy vào khu vực băng đá, vách, khe núi, dốc và bờ dốc để làm chậm tốc độ của nó xuống.

Phương pháp giết mồi thực tế thay đổi tùy theo loài mồi. Với con mồi lớn, sói trưởng thành thường tránh tấn công từ phía trước, thay vào đó tập trung vào phía sau và hai bên của con vật. Con mồi lớn, chẳng hạn như nai sừng tấm, bị giết bằng cách cắn xé những mảng thịt lớn từ vùng đáy chậu mềm, gây ra sự mất máu xối xả. Những vết cắn như vậy có thể gây ra các vết thương dài từ 10–15 cm (3,9–5,9 in), với ba vết cắn như vậy đến đáy chậu thường đủ để hạ xuống một con nai lớn có sức khỏe như vâm.
Với con mồi cỡ trung như hoẵng hoặc cừu, sói sẽ giết bằng cách cắn vào cổ họng, cắt đứt các dây thần kinh và động mạch cảnh, làm cho con vật chết trong vòng vài giây đến một phút. Với con mồi nhỏ như chuột, những con sói nhảy trong vòng cung cao và cố định nó bằng ngón cái của chúng. Khi con mồi dễ bị tổn thương và có số lượng dồi dào trước mặt, sói đôi khi có thể trở thành một động vật cuồng sát. Những trường hợp như vậy là phổ biến ở gia súc hay vật nuôi, nhưng hiếm gặp trong tự nhiên. Trong tự nhiên, kiểu giết mồi hàng loạt chủ yếu xảy ra vào cuối mùa đông hoặc mùa xuân, khi tuyết dày bất thường (do đó cản trở chuyển động của con mồi) hoặc trong thời kỳ trú đông, khi sói yêu cầu cung cấp thịt sẵn sàng để dự trữ. Con mồi có kích thước trung bình đặc biệt dễ bị giết chết hàng loạt, như phương pháp cắn cổ họng cho phép chó sói nhanh chóng giết một con vật và chuyển sang con vật khác. 

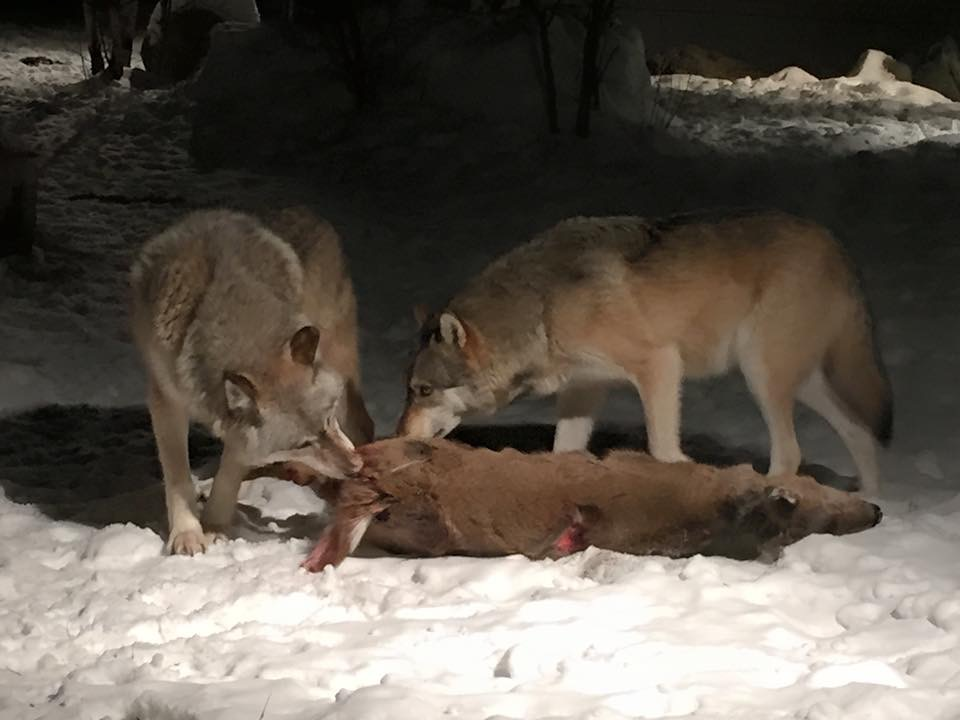
Hai con sói đang ăn một con hươu

Một khi con mồi bị hạ xuống, con sói bắt đầu lao vào cắn xé, tách và túm lấy thân thịt theo mọi hướng, và tách ra những phần lớn của nó. Các cặp giống thường đượu ưu tiên ăn mồi để tiếp tục sản xuất con giống. Khi thức ăn khan hiếm, điều này được thực hiện bởi các thành viên khác trong gia đình, đặc biệt là những cá thể không phải sói con. Các cặp sinh sản thường ăn đầu tiên, mặc dù vì chúng là những người thường làm việc khó khăn nhất trong việc giết con mồi, chúng có thể nghỉ ngơi sau một cuộc săn lùng lâu và cho phép phần còn lại của gia đình ăn. Một khi cặp sinh sản đã ăn xong, các thành viên còn lại của gia đình đem mồi đến những khu vực hẻo lánh nơi chúng có thể ăn mà không bị tranh giành. Sói thường bắt đầu ăn bằng cách ưu tiên tiêu thụ các cơ quan nội tạng lớn hơn của con mồi, chẳng hạn như tim, gan, phổi và niêm mạc dạ dày. Thận và lá lách được ăn khi chúng tiếp xúc được, tiếp theo là các cơ. Một con sói đơn có thể ăn 15–19% trọng lượng cơ thể của nó trong một lần ăn.

## Cạnh tranh trong sinh thái

### Môi trường sinh sống

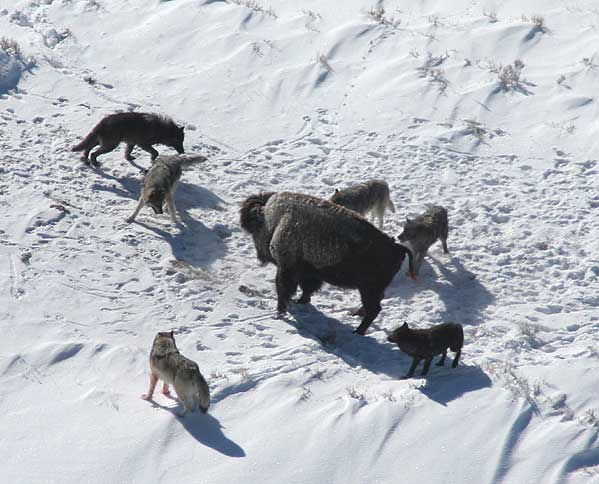
Một đàn sói đang vây một con bò rừng Bizon

Là những động vật săn mồi siêu hạng, sói xám là một bộ phận không thể tách rời của hệ sinh thái mà nó sinh sống. Sói xám sống trong các khu vực: rừng, sa mạc, núi, lãnh nguyên, rừng taiga, và thảo nguyên và cả những vùng băng tuyết lạnh lẽo. Việc sử dụng môi trường sống của những con sói xám tương quan chặt chẽ với sự phong phú của con mồi, điều kiện tuyết, sự vắng mặt hoặc mật độ vật nuôi thấp, mật độ đường sá, sự hiện diện của con người và địa hình.
Ở vùng khí hậu lạnh, sói xám có thể làm giảm lưu lượng máu gần da để bảo tồn nhiệt độ cơ thể. Hơi ấm của bàn chân được điều chỉnh độc lập với phần còn lại của cơ thể, và được duy trì ở ngay phía trên điểm đông của mô, nơi các miếng đệm tiếp xúc với nước đá và tuyết. Những con sói xám sử dụng những nơi khác nhau để nghỉ ngơi trong ngày: những nơi có lớp phủ được ưa thích trong thời tiết lạnh, ẩm và gió, trong khi những con sói ở thời tiết khô thường chọn những nơi có không gian mở để nghỉ ngơi. Trong thời gian mùa thu-xuân, khi những con sói hoạt động tích cực hơn, chúng sẵn sàng nằm ngoài trời, bất kể môi trường sống của chúng.
Các hang động thực tế thường được xây dựng cho các sói con trong thời gian mùa hè. Khi xây dựng các hang, con cái sử dụng các nơi trú ẩn tự nhiên như vết nứt trên đá, vách đá nhô ra bờ sông và các lỗ được bao phủ bởi thảm thực vật. Đôi khi, đây là hang động thích hợp của các loài động vật nhỏ hơn như cáo, lửng hoặc marmota. Một hang thích hợp thường được mở rộng và một phần làm lại. Trong những dịp hiếm hoi, những con sói cái tự đào hang, thường nhỏ và ngắn với 1-3 lỗ. Hang thường được xây dựng không quá 500 m (550 yd) so với nguồn nước, và thường quay mặt về hướng nam, do đó đảm bảo đủ ánh sáng mặt trời, giữ cho khu vực phủ nhận tương đối không có tuyết.
Nơi nghỉ ngơi, khu vực chơi cho sói con và thức ăn vẫn thường được tìm thấy xung quanh các hang sói. Mùi nước tiểu và thức ăn thối rữa phát ra từ khu vực cấm thường thu hút những con chim ăn xác thối và quạ. Vì có rất ít nơi thuận tiện cho hang, hang sói thường là nơi trú ẩn của những con vật của cùng một gia đình. Mặc dù chủ yếu là tránh các khu vực trong tầm nhìn của con người, những con sói đã được biết đến đã làm nơi trú ngụ gần nơi cư trú của người, đường trải nhựa và đường sắt.

### Chế độ ăn uống

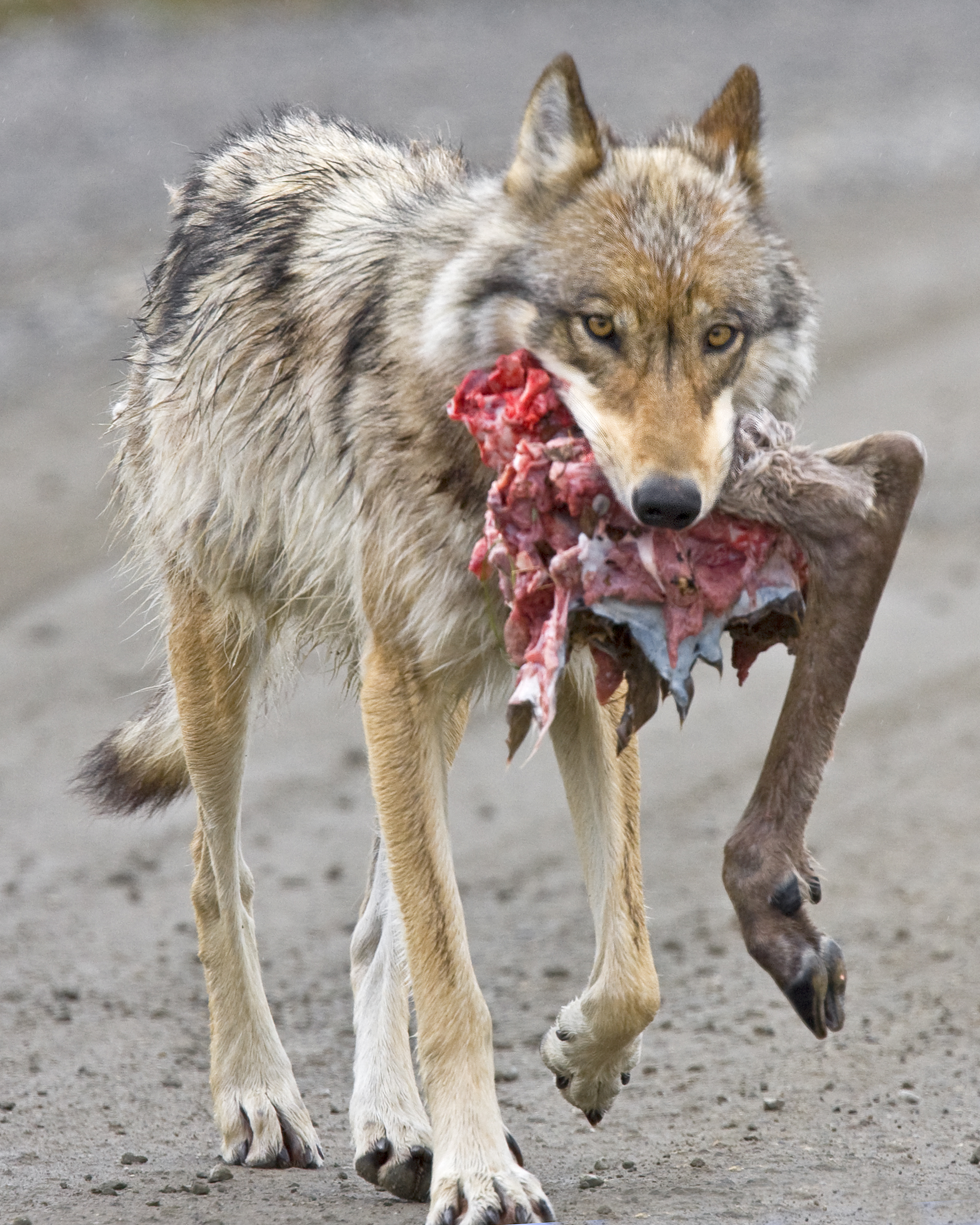
Một con sói đang ngoạm bắp chân của một con tuần lộc.

Mặc dù chó sói chủ yếu ăn những con thú có kích thước từ trung bình đến lớn, chúng có một chế độ ăn rất đa dạng. Động vật có kích thước nhỏ hơn có thể bổ sung chế độ ăn của chó sói bao gồm marmota, thỏ rừng, lửng, cáo, chồn, sóc đất, chuột, chuột đồng, chuột Hamster và các động vật gặm nhấm khác, cũng như động vật ăn cỏ. Chúng thường ăn ngỗng và cả trứng của nó. Khi các nguồn thức ăn như vậy không đủ, chúng săn luôn thằn lằn, rắn, ếch, hiếm khi cóc và côn trùng lớn khi có cơ hội. Vào những thời điểm khan hiếm con mồi, những con sói có thể thăm viếng những bãi chôn cất gia súc và những lò mổ. Ăn thịt đồng loại không phải là không phổ biến ở sói: trong mùa đông khắc nghiệt, các đàn thường tấn công những con sói yếu hoặc bị thương, và có thể ăn cả con sói đã chết trong đàn. Đàn sói ở Astrakhan săn hải cẩu Caspi trên bờ biển Caspi và một số đàn sói ở Alaska và Tây Canada đã được quan sát đã ăn cá hồi. Con người hiếm khi, nhưng thỉnh thoảng bị chúng xâm hại. Những loài linh trưởng khác thỉnh thoảng bị sói săn bắt bao gồm voọc xám ở Nepal và khỉ đầu chó Hamadryas ở Ả Rập Saudi.
Ở châu Âu, nhiều quần thể sói xám buộc phải sống chủ yếu dựa trên gia súc và rác thải ở những khu vực có hoạt động dày đặc của con người, mặc dù động vật móng guốc hoang dã như nai, hươu đỏ, hoẵng châu Âu và lợn rừng vẫn là nguồn thức ăn quan trọng nhất của chúng ở Nga và vùng miền núi Đông Âu. Thức ăn của sói xám ở những khu vực châu Âu chủ yếu là những loài động vật móng guốc cỡ lớn như dê rừng, cừu Argali, cừu Mouflon, linh dương Saiga, Capra, hươu đuôi trắng, sơn dương Chamois, mochus, hươu hoang, tuần lộc, bò bison châu Âu. Các con mồi của sói ở Bắc Mỹ khá phong phú, phần lớn sống trong các môi trường sống thích hợp với mật độ con người thấp hơn, nên các trường hợp sói phải sống chủ yếu nhờ rác thải hoặc gia súc ở đây là rất hiếm. Con mồi được ưa chuộng của sói tại Bắc Mỹ bao gồm nai sừng tấm, hươu đuôi trắng, nai sừng xám, hươu la, cừu sừng lớn, cừu Dall, bò rừng bizon Bắc Mỹ, bò xạ hương, và tuần lộc. Tuy nhiên khi con mồi khan hiếm, chúng vẫn có thể đến các lò mổ, trang trại để săn gia súc hoặc thậm chí sẽ ăn xác thối.
Sói bổ sung chế độ ăn uống của chúng với các chất dinh dưỡng từ trái cây và rau. Chúng sẵn sàng ăn những quả mọng từ thanh lương trà, linh lan, việt quất đen, việt quất xanh và Vaccinium vitis-idaea. Các loại trái cây khác bao gồm lu lu đực, táo và lê. Chúng dễ dàng đến thăm cánh đồng dưa trong những tháng mùa hè. Một con sói đang no có mỡ dưới da, xung quanh tim, ruột, thận và tủy xương, đặc biệt là vào mùa thu và mùa đông.

### Thiên địch

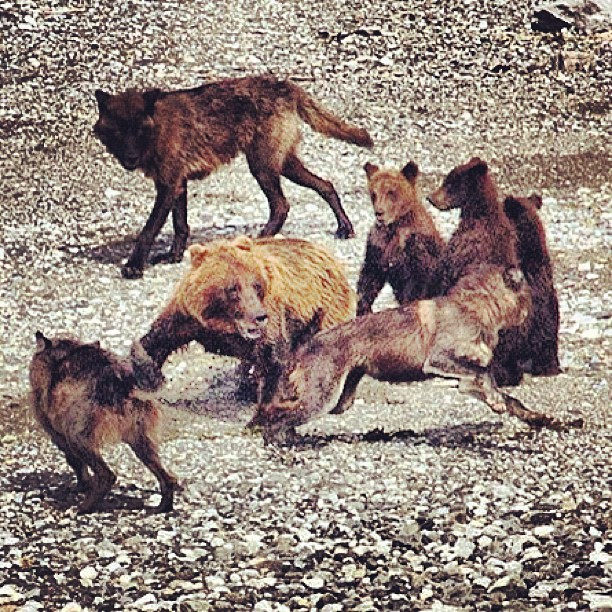
Sói xám tấn công gấu cái với con của nó

Trong quá trình săn mồi, sói xám sẽ phải thường xuyên cạnh tranh miếng ăn với những dã thú ăn thịt khác, đặc biệt là các loài gấu như gấu nâu, gấu xám Bắc Mỹ hay gấu đen Bắc Mỹ. Dù thông thường sói sẽ cố gắng tránh phải xung đột với những con gấu do bất lợi về thể hình, sức mạnh. Tuy nhiên, nếu như đi săn theo đàn lớn, chúng sẽ sẵn sàng huy động cả đàn để đuổi đánh kẻ thù. Ngoài ra, trong thời điểm khan hiếm thức ăn, bầy sói đôi khi sẽ coi gấu sẽ là mục tiêu tấn công nếu có cơ hội. Những con sói thường sẽ nhắm đến những con gấu con hoặc những con gấu già, bị thương để dễ dàng hạ gục nó.
Loài gấu nâu thường chiếm ưu thế trước các đàn sói khi tranh chấp con mồi, trong khi sói chủ yếu chiếm ưu thế với gấu khi bảo vệ lãnh thổ của chúng. Cả hai loài đều đủ sức giết chết nhau. Những con sói ăn những con gấu nâu chúng giết, trong khi gấu nâu dường như chỉ ăn những con sói chưa trưởng thành. Tương tác sói với gấu đen Bắc Mỹ hiếm hơn nhiều so với gấu nâu vì sự khác biệt về sở thích môi trường sống. Phần lớn các cuộc chạm trán giữa gấu đen Mỹ và sói xảy ra ở miền bắc của lục địa Bắc Mỹ, không có tương tác nào được ghi nhận ở Mexico. Những con sói đã được ghi lại là đã nhiều lần chủ động tìm kiếm những con gấu đen trong hang của chúng và giết chúng nhưng không ăn chúng. Không giống như gấu nâu, gấu đen thường xuyên thua sói khi đánh giết nhau. Trong khi cuộc gặp gỡ với gấu nâu và đen dường như là phổ biến, gấu trắng Bắc Cực hiếm khi gặp sói, mặc dù có hai hồ sơ cho rằng đàn sói giết chết những con gấu trắng còn non. Sói cũng giết chết những con non của loài gấu ngựa.
Với kích thước vượt trội so với những thành viên khác của họ Chó, những con sói xám thường thống trị các loài canid khác ở những khu vực mà chúng sinh sống. Ở Bắc Mỹ, sự cố sói xám giết chết sói đồng cỏ là phổ biến, đặc biệt là vào mùa đông, khi sói đồng cỏ được xem là con mồi cơ hội của sói xám. Những con sói xám có thể tấn công nơi trú ngụ của sói đồng cỏ, đào bới và giết chết những con non của chúng, mặc dù hiếm khi ăn chúng. Không có hồ sơ nào của sói đồng cỏ giết sói xám, mặc dù sói đồng cỏ có thể đuổi theo sói xám nếu chúng đi theo đàn và đối đầu một con sói xám đơn lẻ.
Các tương tác gần giống nhau đã được quan sát thấy ở Châu Âu giữa sói xám và chó rừng lông vàng, với số lượng tương đối nhỏ ở những vùng có mật độ sói cao. Sói xám là kẻ săn mồi nguy hiểm nhất của những con lửng chó khi nhiều lần giết chết với số lượng lớn loài lửng này trong mùa xuân và mùa hè. Sói xám cũng gây hấn và giết những con cáo như cáo đỏ, cáo tuyết Bắc Cực và cáo corsac, thường là do hai loài này tranh giành nguồn thức ăn nhưng đôi khi sói có thể tấn công và ăn thịt cáo như một con mồi thông thường. Ở châu Á, chúng có thể cạnh tranh với sói đỏ, mặc dù có ít nhất một kỷ lục của một con sói xám đơn độc liên kết với một cặp sói đỏ ở Ấn Độ.
Sói có thể gặp phải những linh cẩu vằn ở Israel, Trung Á và Ấn Độ, thường là trong các tranh chấp về xác chết. Linh cẩu sọc chỉ ăn xác chết và loài sói ở đây cũng vậy. Một đối một, linh cẩu thừa sức đánh thắng sói, và có thể săn mồi chúng, nhưng những con sói nếu hợp sức lại có thể đẩy lùi những con linh cẩu đơn lẻ hoặc nhiều hơn một chút. Tuy nhiên, có một trường hợp một con linh cẩu sọc cái thống trị 12 con sói Ả Rập. Tuy nhiên, hai trường hợp được biết đến từ miền nam Israel, nơi những con sói và linh cẩu sọc liên kết chặt chẽ với nhau theo một cách rõ ràng.
Số lượng chó sói lớn giới hạn số lượng cá thể từ nhỏ đến trung bình. Sói gặp phải các con báo sư tử dọc theo các phần của dãy núi Rocky và dãy núi liền kề. Sói và báo sư tử nói chung thường tránh gặp nhau bằng cách săn mồi trên các độ cao khác nhau. Tuy nhiên, vào mùa đông, khi sự tích tụ tuyết buộc con mồi của chúng vào các thung lũng, tương tác giữa hai loài trở nên có khả năng hơn. Những con sói trong đàn thường chiếm ưu thế và có thể giết chết báo sư tử. Chúng được báo cáo đã giết chết những con cái và con non của chúng. Những con sói săn lùng những con mèo manul, và có thể ăn phần thức ăn thừa từ những con báo tuyết. Sói cũng có thể làm giảm quần thể linh miêu Á-Âu. Những con sói có thể giết chết linh miêu bằng cách đẩy chúng xuống, hoặc giết chúng trước khi chúng có thể trốn thoát lên cây. Các báo cáo tương tự về cuộc đụng độ giữa sói và linh miêu đuôi cộc đã được ghi nhận.
Thức ăn thừa của những con sói đôi khi được ăn nốt bởi những con chồn Gulô. Chồn Gulô thường chờ đợi cho đến khi những con sói ăn xong và để phần thừa lại, nhưng phải ẩn nấp để không bị sói phát hiện vì nếu thấy thì chúng sẽ đuổi theo và giết chết. Tuy nhiên, đã có những báo cáo được xác nhận về những con sói đã giết chết những con chồn Gulô.
Khác với loài người, hổ dường như là những kẻ săn mồi có ảnh hưởng nghiêm trọng duy nhất đối với những con sói. Chạm trán giữa sói và hổ cũng được ghi chép ở vùng Sikhote-Alin tại Viễn Đông Nga, nơi hổ thường tấn công sói hoặc đến mức tuyệt chủng cục bộ hoặc sói bị hổ chế ngự với số lượng thấp đến mức làm cho chúng trở thành một thành phần không đáng kể của hệ sinh thái nơi đây. Những con sói có khả năng thoát ra khỏi sự diệt trừ mang tính cạnh tranh của loài hổ chỉ khi những cuộc săn hổ của con người làm giảm số lượng hổ. Trong tự nhiên, các trường hợp đã được xác minh rằng loài hổ giết sói để ăn thịt rất hiếm và các cuộc tấn công có vẻ là để loại trừ đối thủ cạnh tranh tiềm tàng hơn là ăn thịt với ít nhất bốn bằng chứng cho thấy hổ đã giết chết những con sói mà không hề ăn thịt chúng.

## Quan hệ với con người

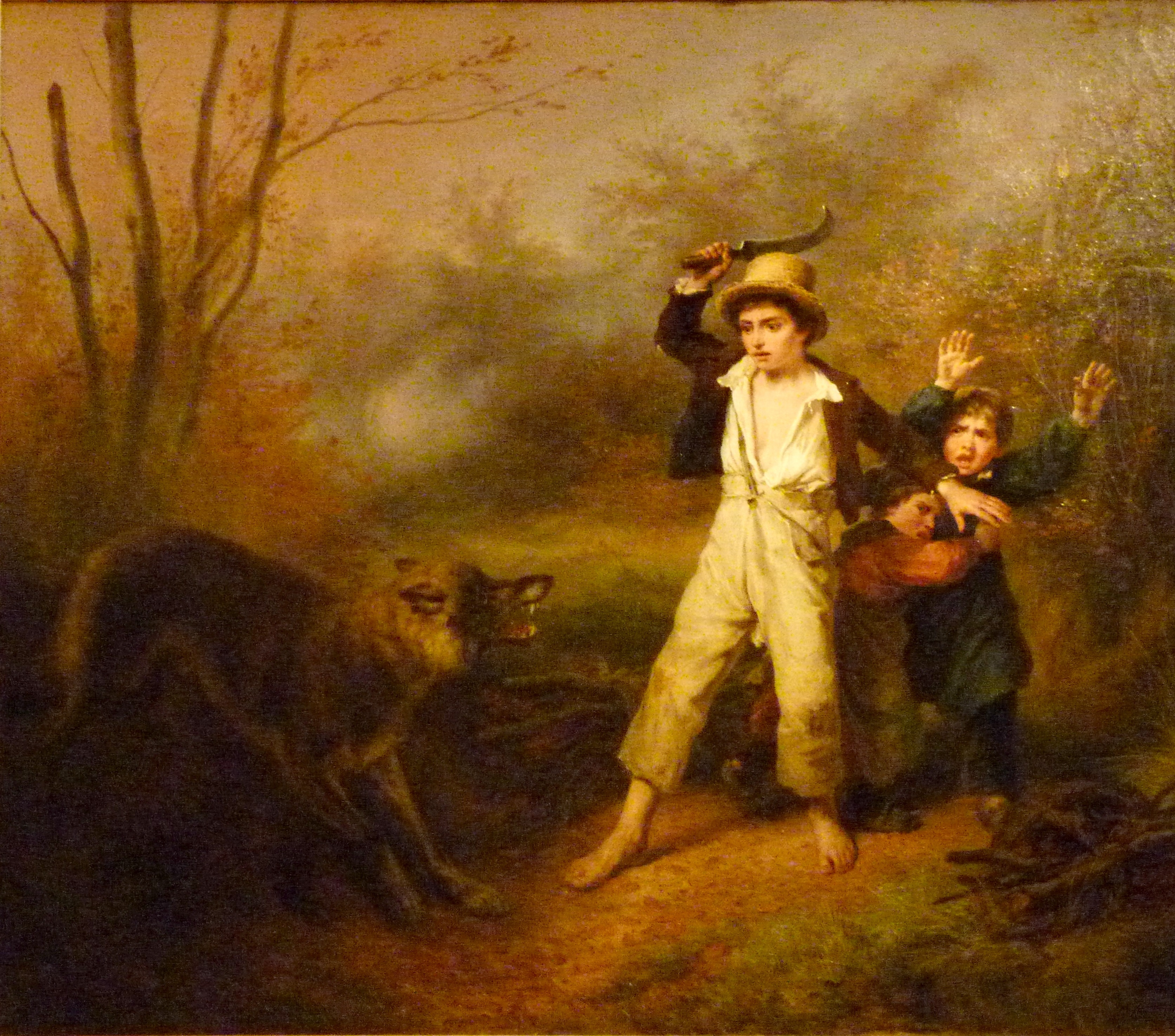
Những đứa trẻ đồng quê bị sói tấn công (1833) bởi François Grenier de Saint-Martin

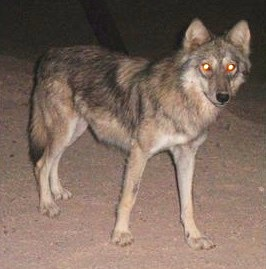
Một con sói xám ở phía nam Israel.

### Tấn công con người
Sói xám là động vật khá hung dữ. Khi đói và khan hiếm thức ăn, chúng có thể liều lĩnh tấn công vào các trang trại có người bảo vệ hay các bản làng để bắt gia súc, gây thiệt hại cho nông nghiệp khá nhiều; từ đó dẫn đến những quan niệm tiêu cực về loài sói và phong trào săn sói. Nhưng chúng ít khi chủ động tấn công người trừ khi bị khiêu khích hoặc đe dọa và thường sẽ lẩn tránh nếu thấy người, lí do bởi loài sói đã phần nào sợ hãi con người sau nhiều thế kỷ bị săn lùng ráo riết để bảo vệ gia súc.
Sự sợ hãi của con người về sói đã lan tràn trong xã hội, mặc dù con người không phải là con mồi tự nhiên của chúng. Sói phản ứng ra sao với con người phụ thuộc phần lớn vào kinh nghiệm trước đây của chúng với con người: sói nếu không có bất kỳ kinh nghiệm tiêu cực nào về con người có thể ít sợ người. Mặc dù sói có thể phản ứng dữ dội khi bị khiêu khích, các cuộc tấn công chủ yếu chỉ giới hạn ở những vết cắn nhanh trên chi, và các cuộc tấn công không gây ra tai họa quá lớn. Các cuộc tấn công để ăn thịt (tấn công bởi những con sói xem con người như con mồi) có thể xảy ra với những con sói sau một thời gian dài đã quen thuộc với việc ăn thịt người, khi chúng dần mất đi sự sợ hãi với con người. Các nạn nhân liên tục bị cắn trên đầu và mặt, và sau đó bị kéo đi và bị ăn thịt, trừ khi những con sói bị đuổi đi. Các cuộc tấn công như vậy thường chỉ xảy ra tại địa phương, và không dừng lại cho đến khi những con sói liên quan bị tiêu diệt. Các cuộc tấn công có thể xảy ra vào bất kỳ thời điểm nào trong năm, với mức cao nhất trong khoảng thời gian từ tháng 6 đến tháng 8, khi con người xâm nhập vào các khu rừng (để chăn thả gia súc hoặc hái quả mọng), các vụ tấn công của sói vào mùa đông đã được ghi nhận ở Belarus, Kirov và Irkutsk, Karelia và Ukraine. Lý do là vì sói gặp phải những khó khăn khi kiếm thức ăn trong giai đoạn này. Phần lớn nạn nhân của các cuộc tấn công sói ăn thịt là trẻ em dưới 18 tuổi và, trong những trường hợp hiếm hoi mà người lớn bị giết, các nạn nhân hầu như luôn là phụ nữ.
Các trường hợp sói bị bệnh dại có tỷ lệ thấp khi so sánh với các loài khác, vì sói không được xem như đối tượng chính của bệnh, nhưng có thể bị nhiễm thường xuyên bởi chó, chó rừng và cáo. Sự cố của bệnh dại ở sói rất hiếm ở Bắc Mỹ, mặc dù rất nhiều ở Đông Địa Trung Hải, Trung Đông và Trung Á. Sói dường như phát triển giai đoạn "giận dữ" của bệnh dại ở mức độ rất cao, cùng với kích thước và sức mạnh của chúng, khiến cho những con sói vốn đã rất hung dữ càng trở nên nguy hiểm hơn nhiều, với những cú cắn của sói dại có thể nguy hiểm gấp 15 lần chó dại. Những con sói dại thường hành động một mình, đi lại nhiều và thường tấn công số lượng lớn người và vật nuôi. Hầu hết các cuộc tấn công của sói dại xảy ra trong mùa xuân và mùa thu. Không giống như các cuộc tấn công để ăn thịt, các nạn nhân của những con sói dại không bị chúng ăn, và các cuộc tấn công thường chỉ xảy ra trong một ngày. Các nạn nhân được chọn ngẫu nhiên, mặc dù phần lớn các trường hợp liên quan đến nam giới trưởng thành. Trong nửa thế kỷ đến năm 2002, đã có tám cuộc tấn công gây tử vong ở châu Âu và Nga, và hơn 200 ở Nam Á. Từ năm 2005 đến năm 2010, hai người đã thiệt mạng ở Bắc Mỹ.

### Săn sói

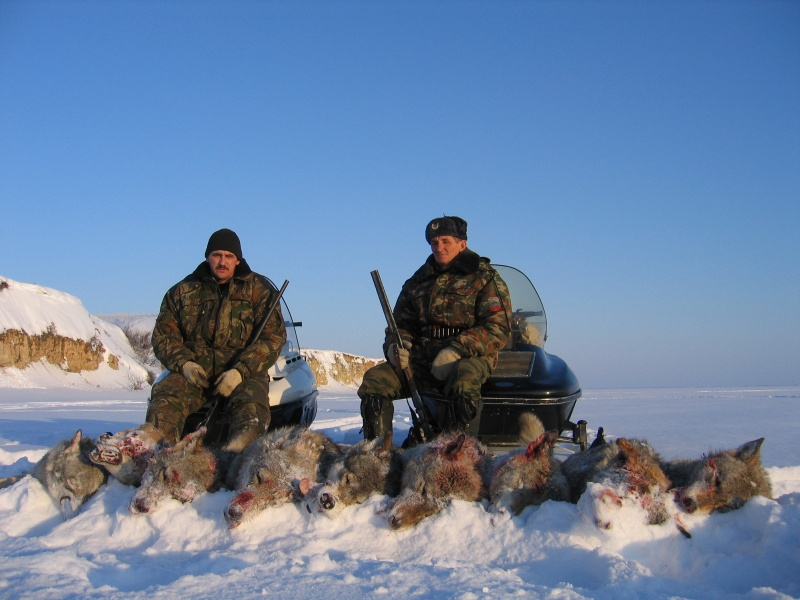
Một nhóm chín con sói xám bị săn tại Volgograd, Nga

Những con sói xám rất khó săn lùng vì khó nắm bắt được chúng, do sói có khả năng cảnh giác cao, sức bền dẻo dai, khả năng di chuyển nhanh chóng và thừa sức giết chó săn, thậm chí cả chính thợ săn. Các phương pháp lịch sử bao gồm giết chết những gia đình sói mới sinh con vào mùa xuân trong những cái hang của chúng, đi cùng với những con chó (thường là sự kết hợp của chó săn, chó đánh hơi và chó săn cáo), hạ độc chúng bằng strychnine và bẫy. Một phương pháp phổ biến của săn sói ở Nga liên quan đến việc bẫy một đàn trong một khu vực nhỏ bằng cách bao quanh nó với các cọc lồi mang mùi của con người. Phương pháp này dựa chủ yếu vào sự sợ hãi của loài sói về mùi hương của con người, mặc dù nó có thể mất hiệu quả khi sói trở nên quen với mùi. Một số thợ săn có thể thu hút những con sói bằng cách bắt chước các tiếng kêu của chúng. Ở Kazakhstan và Mông Cổ, những con sói thường được săn bắt với sự hỗ trợ từ đại bàng và chim ưng, mặc dù hình thức này đang giảm, vì chim ưng có kinh nghiệm săn sói đang trở nên ít về số lượng. Những con sói bắn từ máy bay có hiệu quả cao, do khả năng hiển thị tăng lên và các đường cháy trực tiếp, nhưng gây tranh cãi. Một số loại chó, bao gồm giống chó Borzoi, chó sói Ireland và Kyrgyzstan Tajgan, đã được lai tạo đặc biệt để săn sói.

### Sói trong văn hóa

#### Trong thần thoại, dân gian

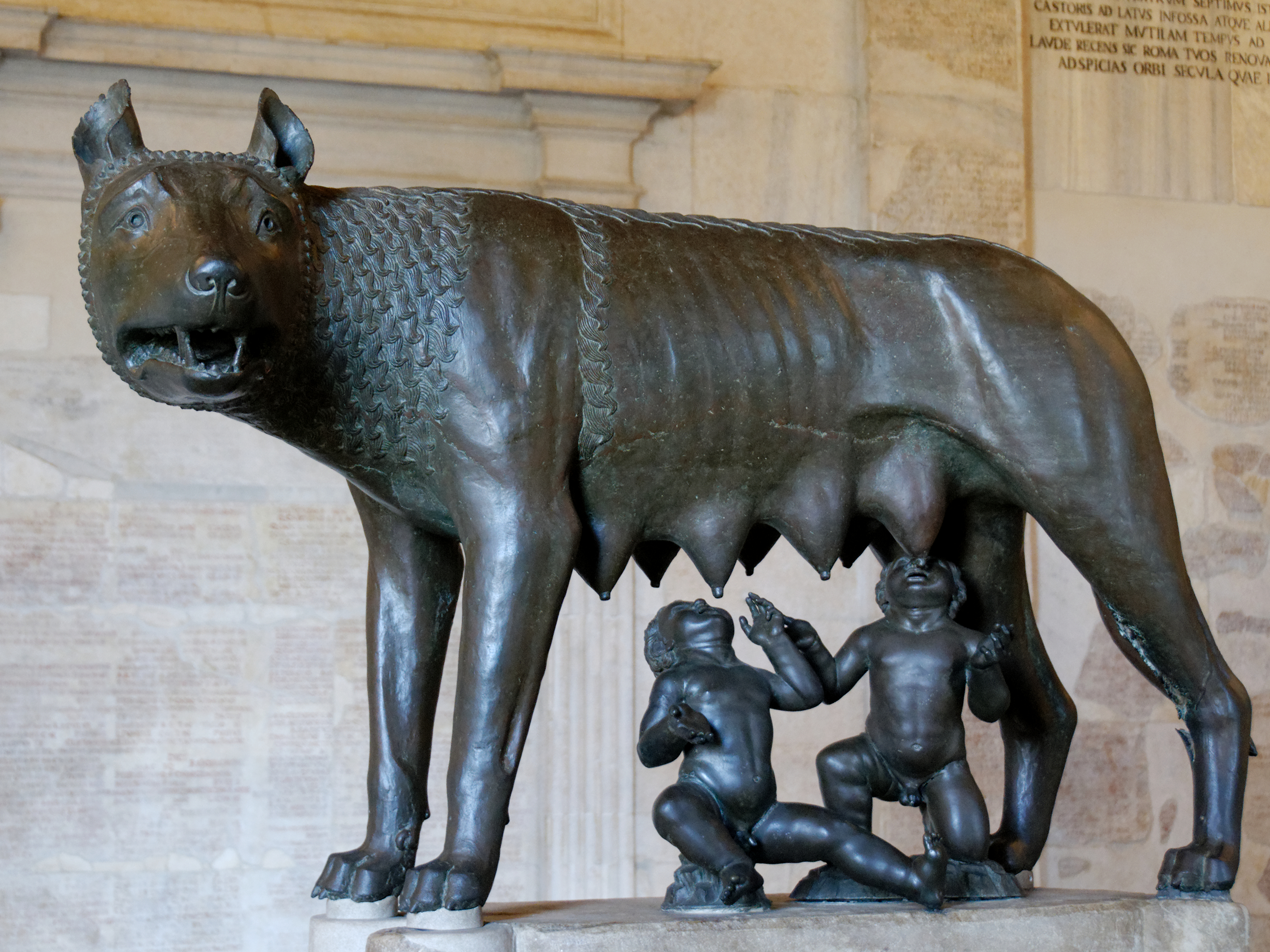
Sói Capitoline, được điêu khắc theo thần thoại La Mã về sói cái cho Romulus và Remus bú sữa, dựa theo những thần thoại về sự thành lập của Roma, Ý, thế kỷ 13.

Người Hy Lạp cổ đại so sánh sói với Apollo, vị thần của ánh sáng và trật tự. Người La Mã cổ đại ví von sói với thần chiến tranh và nông nghiệp Mars của họ, và tin rằng những người sáng lập thành phố của họ, Romulus và Remus, đã được một con sói cái cho bú sữa. Thần thoại Bắc Âu bao gồm những con sói khổng lồ đáng sợ Fenrir, và Geri và Freki, những con vật cưng trung thành của Odin.
Trong thiên văn học Trung Quốc, sói tượng trưng cho Sao Thiên Lang và canh giữ cổng trời. Ở Trung Quốc, chó sói theo truyền thống gắn liền với lòng tham và sự độc ác và biểu tượng về sói được sử dụng để mô tả những hành vi tiêu cực như độc ác ("lòng lang dạ sói"), ngờ vực ("cái nhìn lang sói") và dâm đãng ("tình dục lang sói"). Trong cả Ấn Độ giáo và Phật giáo, sói được cưỡi bởi các vị thần bảo vệ. Trong kinh Vệ-đà của Ấn Độ giáo, sói là biểu tượng của ban đêm và chim cút ban ngày phải thoát khỏi hàm của nó. Trong Kim cương thừa ở Phật giáo, chó sói được miêu tả là cư dân của các nghĩa địa và kẻ tiêu diệt xác chết.
Trong thần thoại về sự sáng tạo Pawnee, sói là loài động vật đầu tiên được đưa đến Trái đất. Khi con người giết chết nó, họ bị trừng phạt bằng cái chết, sự hủy diệt và mất đi sự bất tử. Đối với Pawnee, Sirius là "ngôi sao sói" và sự biến mất và xuất hiện trở lại của nó là dấu hiệu cho thấy sói di chuyển đến và rời khỏi thế giới linh hồn. Cả Pawnee và Blackfoot đều gọi Ngân Hà là "vệt sói". Sói cũng là biểu tượng gia huy quan trọng của các thị tộc ở Tây Bắc Thái Bình Dương như Kwakwakaʼwakw.
Khái niệm về việc con người biến thành sói, và ngược lại, đã có mặt trong nhiều nền văn hóa. Một câu chuyện thần thoại Hy Lạp kể về việc Lycaon của Arcadia bị thần Zeus biến thành một con sói như một hình phạt cho những việc làm xấu xa của hắn. Truyền thuyết về người sói đã phổ biến rộng rãi trong văn hóa dân gian châu Âu và liên quan đến việc mọi người sẵn sàng biến thành sói để tấn công và giết người khác. Người Navajo theo truyền thống tin rằng các phù thủy sẽ biến thành sói bằng cách mặc da sói và sẽ giết người cũng như đột kích vào các nghĩa địa. Người Dena'ina tin rằng sói từng là đàn ông và coi chúng như anh em.

#### Trong văn học

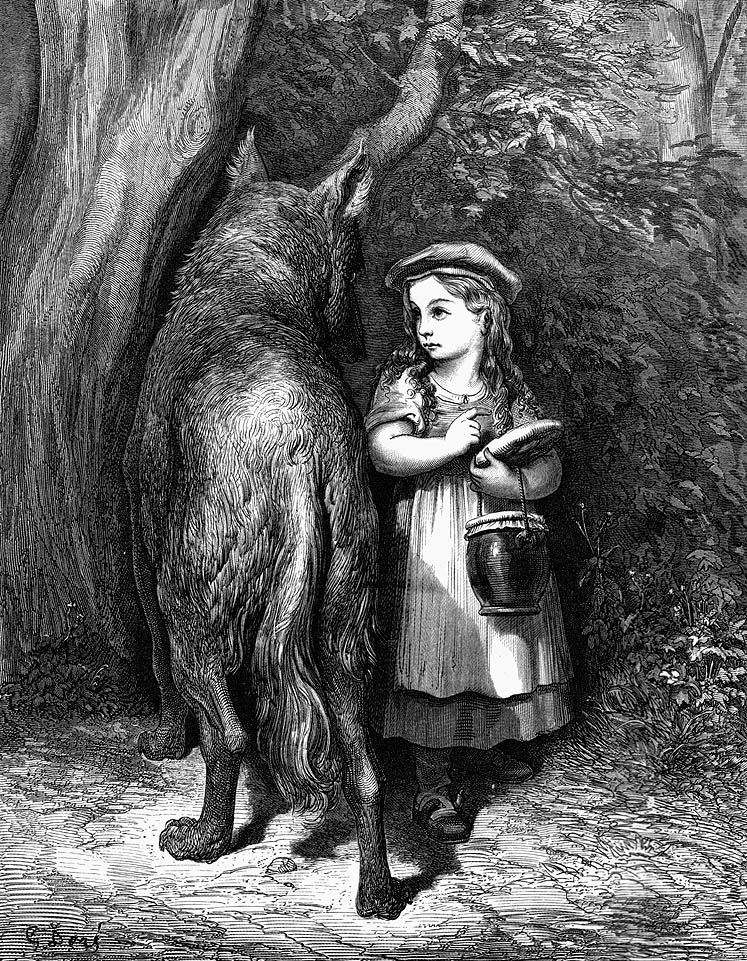
Cô bé quàng khăn đỏ (1883)

Sói là một nhân vật phổ biến trong các thần thoại và vũ trụ cơ bản của các dân tộc trên khắp châu Âu và Bắc Mỹ (tương ứng với mức độ lịch sử về môi trường sống của sói xám). Các thuộc tính rõ ràng của sói là bản chất của một động vật ăn thịt, và tương ứng nó liên quan chặt chẽ với nguy hiểm và hủy diệt, làm cho nó là biểu tượng của chiến binh trên một mặt, và của ma quỷ trên mặt khác. Các ngụ ý hiện đại của Big Bad Wolf là một sự phát triển của điều này. Sói có tầm quan trọng lớn trong các nền văn hóa và tôn giáo của các dân tộc du mục, cả thảo nguyên Á-Âu và vùng đồng bằng Bắc Mỹ. Trong nhiều nền văn hóa, việc xác định vai trò chiến binh với sói (chủ nghĩa toàn thể) đã làm nảy sinh khái niệm Lycanthropy, nhận diện thần thoại hoặc nghi lễ của con người và sói. Trong văn hóa châu Âu, sói có nghĩa là wolf trong tiếng Anh, xuất phát từ từ nguyên là Wulf trong tiếng Anh cổ, mà chính nó được cho là bắt nguồn từ Proto-Germanic * wulfaz. Lupus Latinh là một từ mượn của Sabine. Cả hai đều xuất phát từ gốc Proto Trung Âu * wlqwos / * lukwos.
Câu chuyện của cô bé quàng khăn đỏ, lần đầu tiên được viết vào năm 1697 bởi Charles Perrault, phần lớn được coi là có ảnh hưởng nhiều hơn bất kỳ nguồn tài liệu nào khác trong việc lột tả danh tiếng tiêu cực của sói ở thế giới phương Tây. Con sói trong câu chuyện này được miêu tả là một kẻ hiếp dâm tiềm năng, có khả năng bắt chước bài phát biểu của con người. Việc săn bắt những con sói, và các cuộc tấn công của chúng vào con người và vật nuôi nổi bật trong văn học Nga, và được bao gồm trong các tác phẩm của Leo Tolstoy, Anton Chekhov, Nikolay Nekrasov, Ivan Bunin, Leonid Pavlovich Sabaneyev, và những người khác. Chiến tranh và hòa bình của Tolstoy và Nông dân Chekhov đều có những cảnh trong đó những con sói bị săn bắt bởi những con chó săn và những con chó borzoi.
Sói là một trong những nhân vật trung tâm trong tác phẩm Chuyện rừng xanh của Rudyard Kipling. Chân dung chó sói của ông đã được các nhà sinh vật học về loài sói ca ngợi hết lời vì cách miêu tả của ông về chúng: thay vì là kẻ phản diện hoặc háu ăn, như thường thấy trong các bức chân dung về sói vào thời điểm xuất bản cuốn sách, chúng được mô tả với lối sống tập thể trong các nhóm gia đình hòa thuận, cũng như đã đóng vai trò nuôi dưỡng Mowgli - nhân vật chính của tác phẩm. Cuốn hồi ký năm 1963 của Farley Mowat, Never Cry Wolf được coi là cuốn sách nổi tiếng nhất về sói, đã được chuyển thể thành phim Hollywood và giảng dạy trong nhiều trường sau nhiều năm xuất bản. Mặc dù được cho là đã thay đổi nhận thức phổ biến về những con sói bằng cách mô tả chúng như yêu thương, hợp tác và cao quý, nó đã bị chỉ trích vì lý tưởng hóa con sói và những mô tả không chính xác về thực tế của nó.

## Hình ảnh

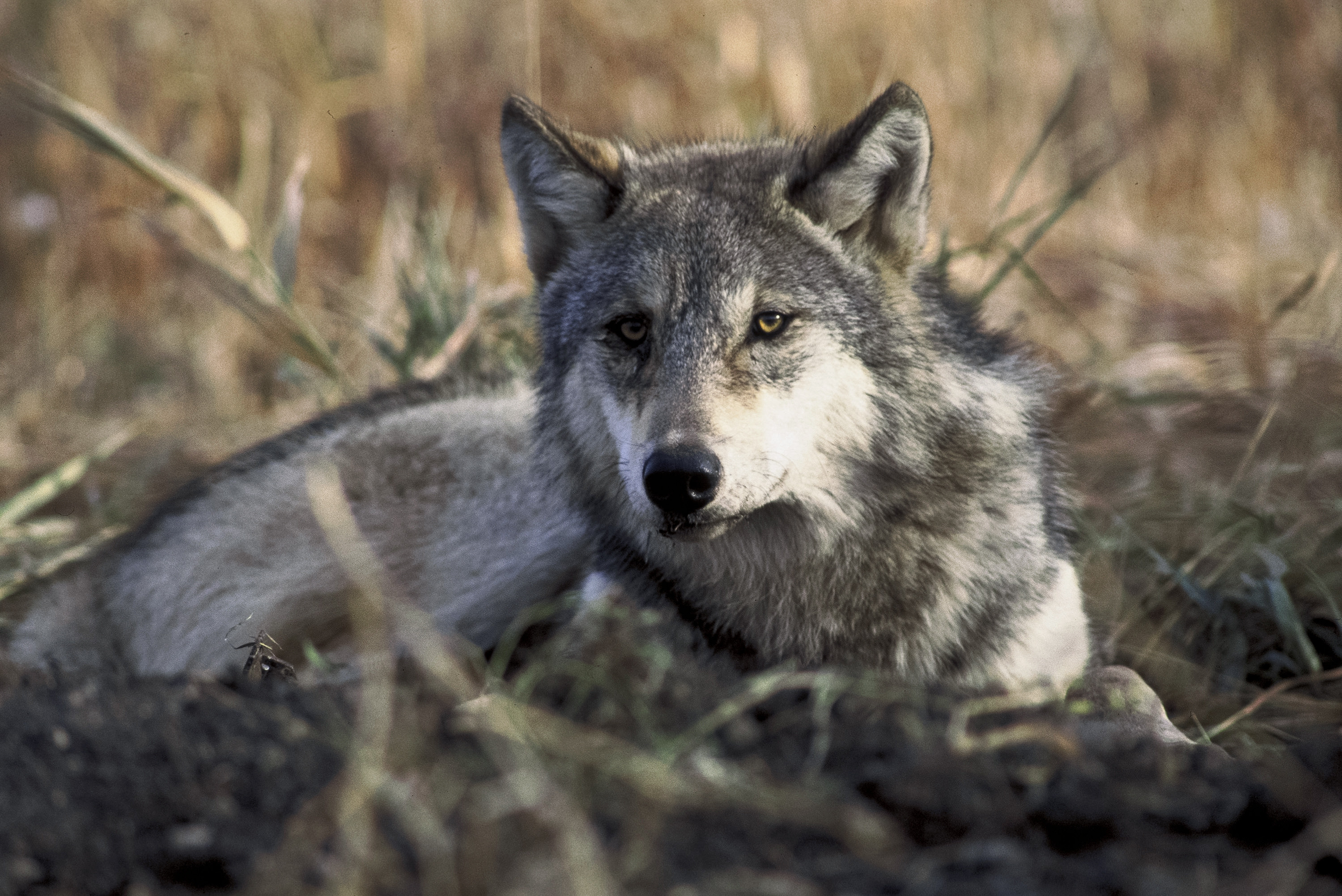
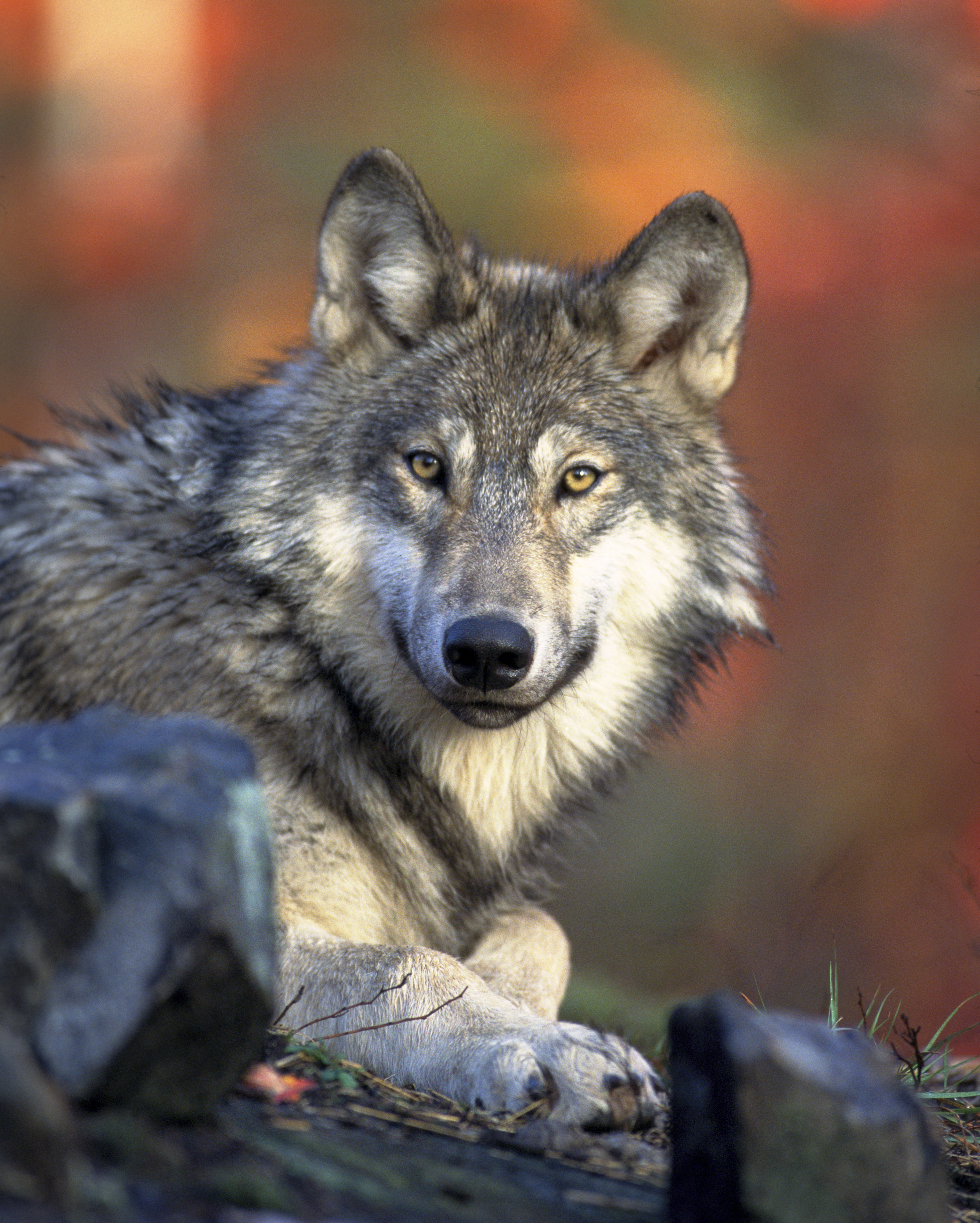
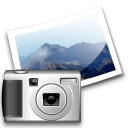
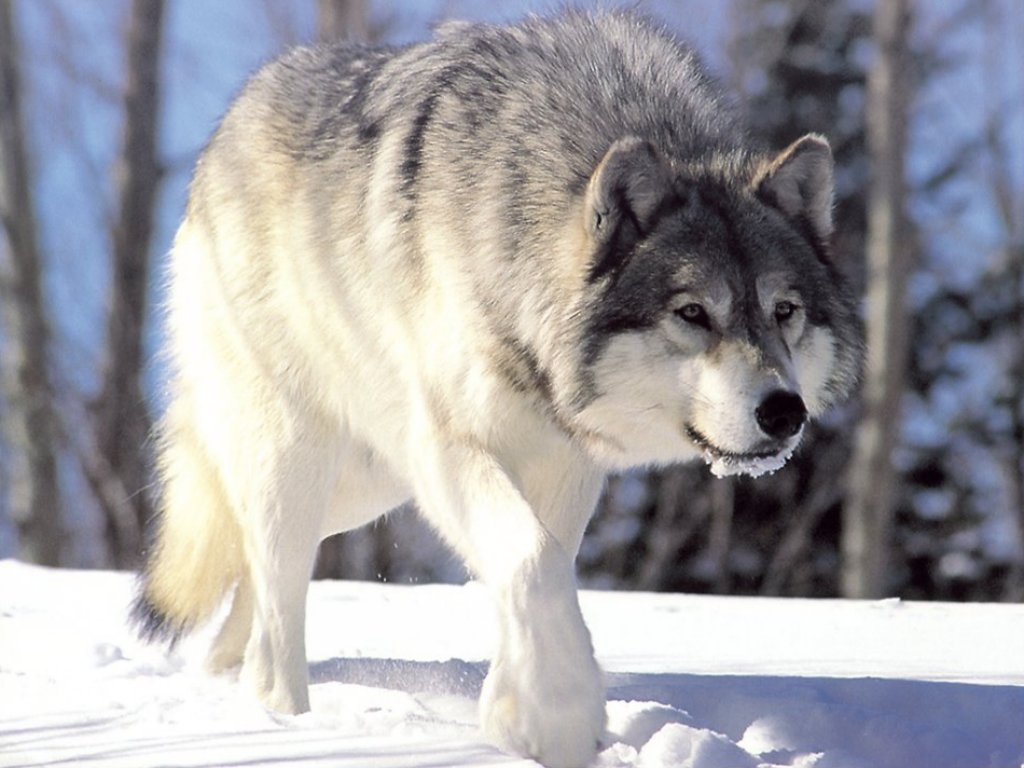